# Liste der Biografien/Schre
Liste der Biografien |
Portal Biografien |
Personensuche
# |
A |
B |
C |
D |
E |
F |
G |
H |
I |
J |
K |
L |
M |
N |
O |
P |
Q |
R |
S |
T |
U |
V |
W |
X |
Y |
Z |
?
 
Sa |
Sb |
Sc |
Sd |
Se |
Sf |
Sg |
Sh |
Si |
Sj |
Sk |
Sl |
Sm |
Sn |
So |
Sp |
Sq |
Sr |
Ss |
St |
Su |
Sv |
Sw |
Sy |
Sz
 
Sca–Sce |
Sch |
Sci–Scz
 
Scha |
Schc |
Schd |
Sche |
Schg |
Schi |
Schj |
Schk |
Schl |
Schm |
Schn |
Scho |
Schp |
Schr |
Schs |
Scht |
Schu |
Schv |
Schw |
Schy
 
Schra |
Schre |
Schri |
Schro |
Schru |
Schry
Die Liste der Biografien führt alle Personen auf, die in der deutschsprachigen Wikipedia einen Artikel haben. Dieses ist eine Teilliste mit 687 Einträgen von Personen, deren Namen mit den Buchstaben „Schre“ beginnt.

## Schre

### Schreb
- Schrebb, Friedrich (* 1928), deutscher Fußballspieler
- Schreber, Daniel Paul (1842–1911), deutscher Jurist und Autor
- Schreber, Johann Christian Daniel (1739–1810), deutscher Mediziner und Naturforscher
- Schreber, Moritz (1808–1861), deutscher Arzt, Pädagoge und HochschullehrerMoritz Schreber (1808–1861)

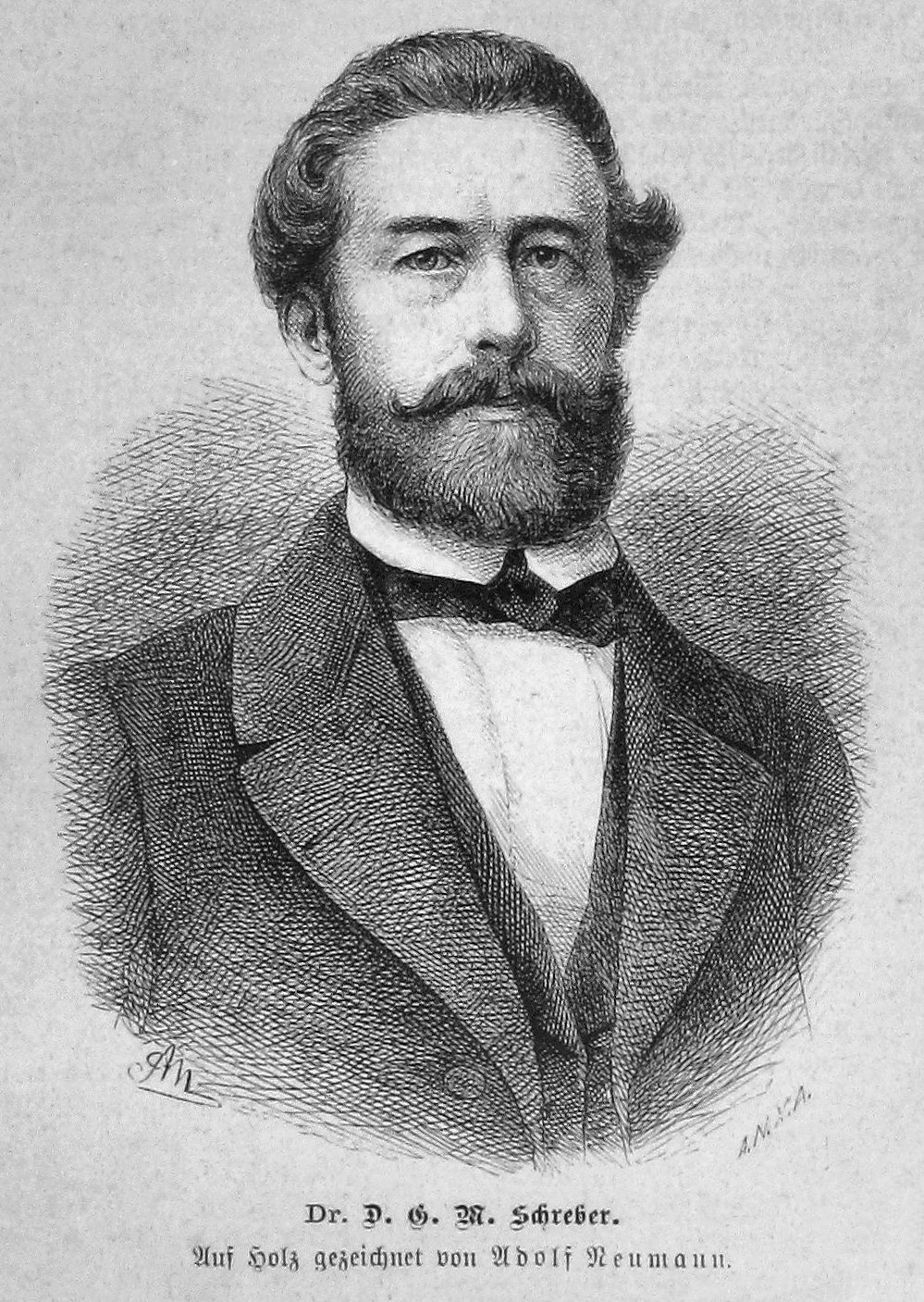
Moritz Schreber (1808–1861)

- Schreber, Traugott (1671–1718), Amtsvogt der Vogteien Hatten und Wardenburg
- Schrebler, Myriam von (1930–2006), chilenische Sängerin
- Schrebler, Sonia von (1929–2018), chilenische Sängerin

### Schrec
- Schreck, Adam (1796–1871), österreichischer Augustiner-Chorherr
- Schreck, Arthur (1878–1963), deutscher Psychiater, Gutachter bei den nationalsozialistischen Krankenmorden
- Schreck, Carl (1873–1956), deutscher Politiker (SPD), MdR
- Schreck, Carlwalter (1917–1981), deutscher Ingenieur für Strömungslehre und Hochschullehrer
- Schreck, Ernst (* 1857), deutscher Pädagoge
- Schreck, Eugen (1911–1993), deutscher Augenarzt
- Schreck, Fanny (1877–1951), deutsche Schauspielerin
- Schreck, Friedrich (1878–1946), deutscher Verwaltungsjurist in Bayern
- Schreck, Gerald (1939–2022), US-amerikanischer Segler
- Schreck, Günther (1929–1978), deutscher Fußballspieler
- Schreck, Gustav (1849–1918), deutscher Musiklehrer, Komponist und Chorleiter
- Schreck, Hasso (1927–2019), deutscher Architekt
- Schreck, Helmut (* 1941), bayerischer Politiker (CSU), MdL
- Schreck, Hermann (1817–1891), deutscher Jurist und fortschrittlicher Politiker, MdR, MdL (Königreich Sachsen)
- Schreck, Johannes (1576–1630), deutscher Jesuit, Universalgelehrter und Mediziner
- Schreck, Julius (1898–1936), deutscher NS- und SS-Funktionär
- Schreck, Loreen (* 1994), deutsche Jugendfunktionärin, Bundesvorsitzende der Sozialistischen Jugend Deutschlands – Die Falken
- Schreck, Max (1879–1936), deutscher SchauspielerMax Schreck (1879–1936)

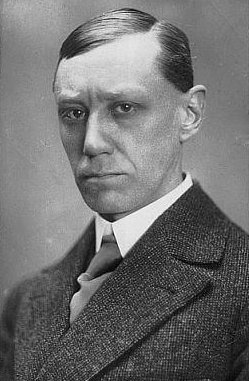
Max Schreck (1879–1936)

- Schreck, Paul (1892–1948), deutscher Politiker (KPD), MdL, MdR
- Schreck, Rüdiger (1940–1968), Student
- Schreck, Sam (* 1999), deutscher Fußballspieler
- Schreck, Stephan (* 1978), deutscher Radrennfahrer
- Schreck, Ulrich (* 1962), deutscher Florettfechter
- Schreck, Wilfried (* 1955), deutscher Politiker (SPD), MdB
- Schreck, Wolfgang (1931–1997), deutscher Manager
- Schreck, Wolfgang (* 1950), deutscher Radrennfahrer
- Schreck, Zeena (* 1963), US-amerikanische ehemalige Satanistin und KünstlerinZeena Schreck (* 1963)

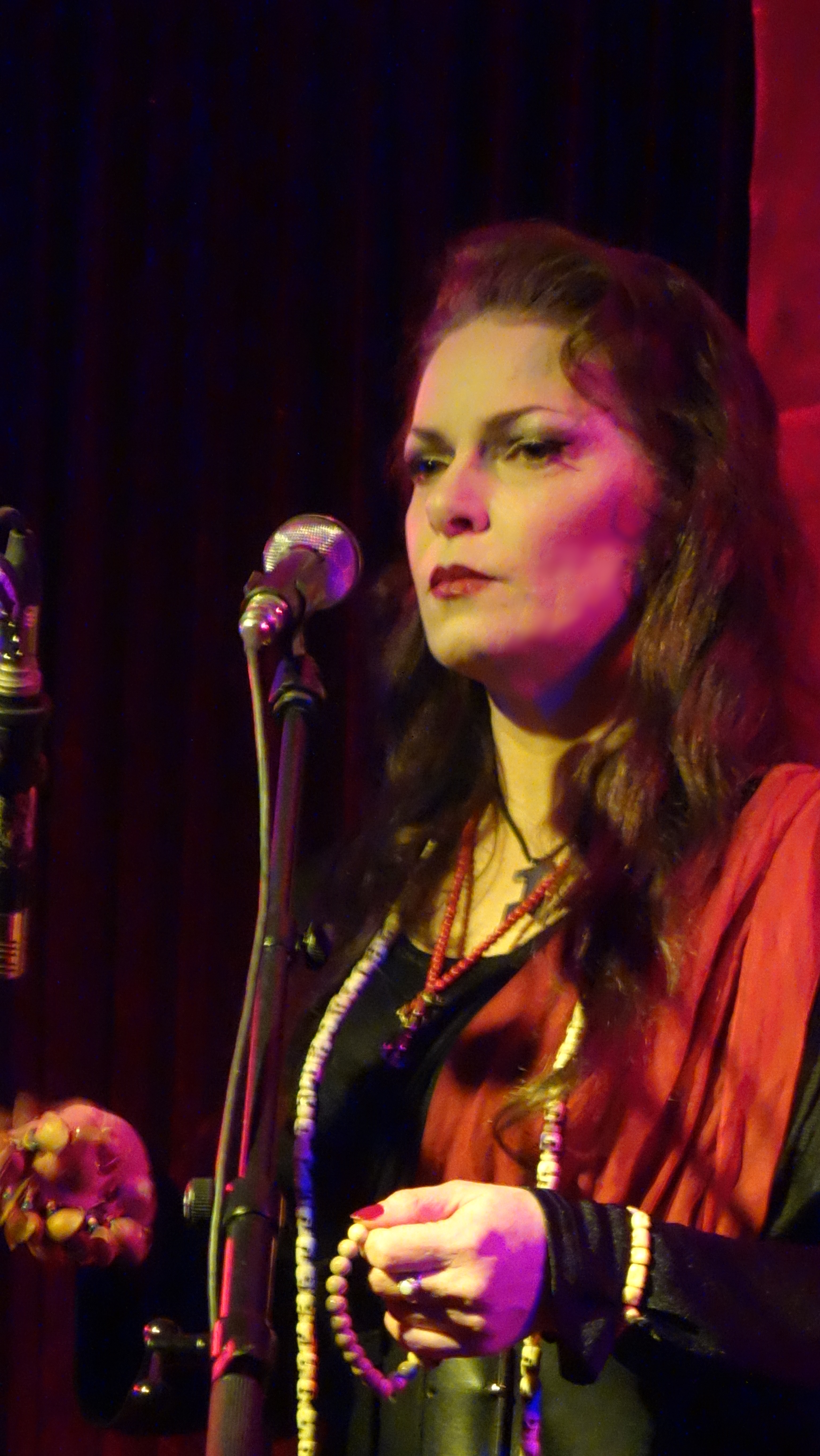
Zeena Schreck (* 1963)

- Schreckenbach, Hannah (1932–2023), deutsche Architektin und Bauingenieurin
- Schreckenbach, Hans-Joachim (1928–2021), deutscher Archivar und Historiker
- Schreckenbach, Jana (* 1982), deutsche Eishockeyspielerin
- Schreckenbach, Paul (1866–1923), deutscher Pfarrer und Schriftsteller
- Schreckenbach, Wolfgang (1904–1986), deutscher Schriftsteller
- Schreckenberg, Heinz (1928–2017), deutscher Judaist, Philologe und Fachautor
- Schreckenberg, Michael (* 1956), deutscher theoretischer Physiker, Wegbereiter der Physik von Transport und Verkehr
- Schreckenberg, Michael (* 1971), deutscher Romanautor
- Schreckenberg, Wilhelm (1925–2006), deutscher Historiker und Pädagoge
- Schreckenberger, Paul (1930–2009), deutscher Posaunist
- Schreckenberger, Stephan (* 1955), deutscher Sänger und Dirigent
- Schreckenberger, Waldemar (1929–2017), deutscher Jurist, Hochschullehrer und Politiker (CDU)Waldemar Schreckenberger (1929–2017)

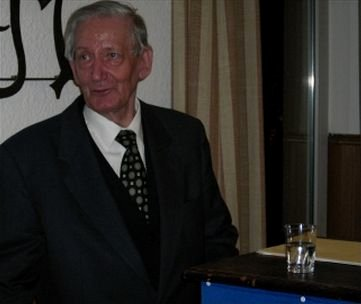
Waldemar Schreckenberger (1929–2017)

- Schreckenfuchs, Erasmus Oswald (1511–1575), deutscher Astronom und Hebraist
- Schreckengost, Viktor (1906–2008), US-amerikanischer Industriedesigner
- Schreckenstein, Friedrich Josef Anton von (1753–1808), deutscher Heimatforscher
- Schreckenstein, Heinrich Karl von (1756–1826), bayerischer Prälat und Regierungsbeamter
- Schreckenstein, Ludwig Roth von (1789–1858), preußischer General der Kavallerie sowie Kriegsminister
- Schrecker, Emil (1823–1905), deutscher Politiker, Bürgermeister und Abgeordneter
- Schrecker, Frederick (1892–1976), österreichischer Schauspieler
- Schrecker, Friedrich (1863–1937), deutscher Politiker und Oberbürgermeister in Hamborn
- Schrecker, Hans (1899–1983), deutscher Journalist und Chefredakteur
- Schrecker, Ignaz Franz (1834–1888), österreich-ungarischer Fotograf
- Schreckhaase, Paul (1874–1912), deutscher Marine- und Landschaftsmaler sowie Autor zur Malerei
- Schreckhas, Richard (1878–1945), deutscher Politiker (DVP)
- Schreckling, Kurt (* 1939), deutscher Techniker

### Schred
- Schredelseker, Konrad (1774–1840), Landvermesser im Département du Mont-Tonnerre
- Schreder, Christian (* 1970), deutscher Fernsehjournalist und Autor
- Schreder, Ernst (1892–1941), deutscher Generalmajor im Zweiten Weltkriege
- Schreder, Josef (1878–1948), österreichischer Politiker (CSP), Landtagsabgeordneter
- Schreder, Tim (* 1991), deutscher Fernsehmoderator, Reporter, Autor und FilmproduzentTim Schreder (* 1991)

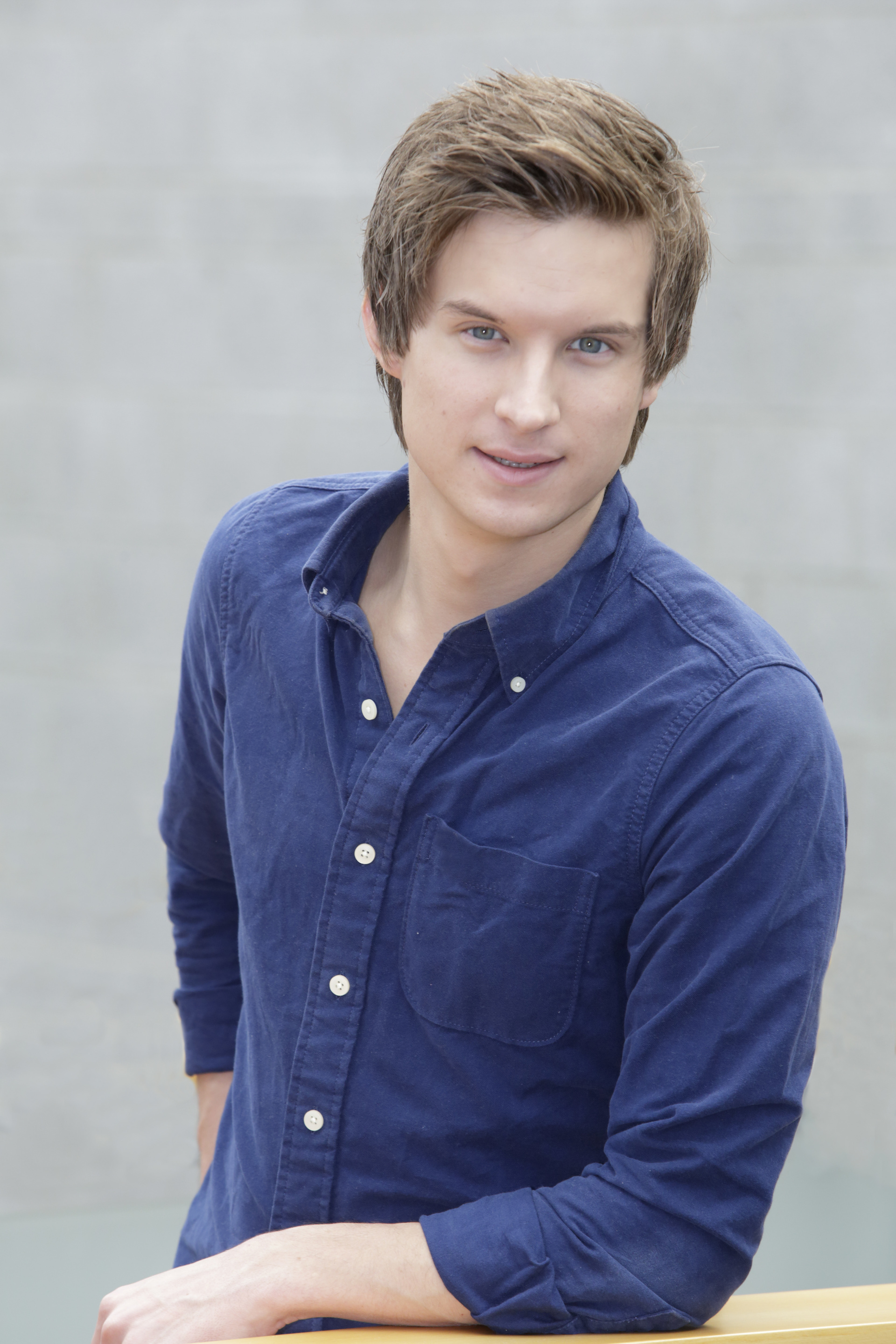
Tim Schreder (* 1991)

- Schredl, Erich (* 1965), deutscher katholischer Priester, Musiker und Buchautor

### Schree
- Schreeb, Gerhard (1930–1965), deutscher Politikwissenschaftler und katholischer Jugendpolitiker
- Schreeb, Hans Dieter (* 1938), deutscher Autor und Journalist
- Schreefel, Rob (* 1953), niederländischer Bildhauer
- Schreer, Benjamin, deutscher Politikwissenschaftler
- Schreer, Werner (* 1957), deutscher Geistlicher, ehemaliger Generalvikar im Bistum Hildesheim

### Schref
- Schrefel, Josef (* 1945), österreichischer Landwirt und Politiker (ÖVP), Abgeordneter zum Nationalrat
- Schrefel, Magdalena (* 1984), österreichische Dramatikerin
- Schrefeld, Fritz (* 1890), deutscher Radrennfahrer

### Schreg
- Schreg, Rainer (* 1969), deutscher Mittelalter- und Neuzeitarchäologe
- Schregel, Josef (1865–1946), deutscher Heimatdichter
- Schreger, Bernhard Nathanael Gottlob (1766–1825), deutscher Arzt, Chirurg und Hochschullehrer
- Schreger, Christian Heinrich Theodor (1768–1833), deutscher Arzt und Chemiker
- Schreger, Odilo (1697–1774), deutscher Benediktiner und geistlicher Schriftsteller
- Schregle, Götz (1923–2014), deutscher Arabist
- Schregle, Hans (1890–1970), deutscher Studienrat, Sportfunktionär und Politiker
- Schreglmann, Roland (* 1988), deutscher Theater- und Filmschauspieler

### Schrei
- Schrei, Florian, deutscher Moderator

#### Schreib
- Schreib, Gabriele (* 1949), deutsche Journalistin und BuchautorinGabriele Schreib (* 1949)

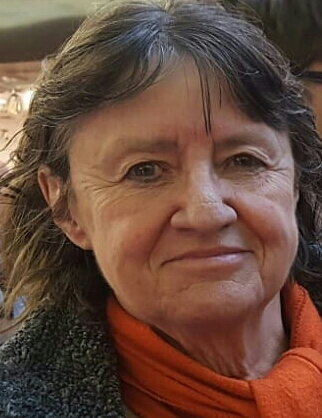
Gabriele Schreib (* 1949)

- Schreib, Hans († 1912), deutscher Chemiker und Fabrikdirektor
- Schreib, Werner (1925–1969), deutscher Maler, Grafiker und Schriftsteller

##### Schreiba
- Schreibauer, Hermann (* 1931), deutscher Boxer

##### Schreibe

###### Schreibei
- Schreibeis, Victoria (* 1979), österreichische Hürdenläuferin

###### Schreiber
- Schreiber, Adalbert (1895–1967), deutscher Politiker
- Schreiber, Adele (1872–1957), österreichisch-deutsche Frauenrechtlerin, Politikerin (SPD), MdR, Journalistin
- Schreiber, Adolf († 1920), böhmisch-deutscher Komponist und Dirigent
- Schreiber, Adolf (1913–1983), liechtensteinischer Radsportler
- Schreiber, Albrecht (1938–2022), deutscher Journalist, Autor und Verleger
- Schreiber, Alexandra (* 1963), deutsche Judo-Weltmeisterin und -Europameisterin
- Schreiber, Alfred (1838–1910), österreichischer Theaterschauspieler, Theaterleiter und Operettensänger (Tenor)
- Schreiber, Alfred (1871–1927), deutscher Schauspieler
- Schreiber, Alfred (* 1946), deutscher Mathematikdidaktiker, Hochschullehrer und Schriftsteller
- Schreiber, Aloys (1761–1841), Lehrer und Professor der Ästhetik, Hofhistoriker, Schriftsteller und Reisebuchautor
- Schreiber, Aloysia (1827–1880), deutsche Zisterzienserin, Äbtissin von Lichtenthal
- Schreiber, Andi (* 1957), österreichischer Jazzmusiker (Geige, Komposition, Arrangement)
- Schreiber, Annelis (1927–2010), deutsche Botanikerin, Mykologin und Autorin
- Schreiber, Antonia (* 1984), deutsche Harfenistin
- Schreiber, Arno (* 1897), deutscher Parteifunktionär (NSDAP)
- Schreiber, Arno (* 1938), deutscher Verwaltungsbeamter
- Schreiber, Arthur (1849–1921), deutscher Verwaltungsjurist und Ministerialbeamter in Preußen
- Schreiber, Arthur (1893–1960), deutscher Politiker, Gewerkschafter und Widerstandskämpfer gegen den Nationalsozialismus, MdL
- Schreiber, Astrit (* 1957), deutsche Badmintonspielerin
- Schreiber, August (1768–1847), deutscher Kaufmann und Politiker
- Schreiber, August (1797–1869), deutscher Forstbeamter und Landrat
- Schreiber, August (1806–1856), deutscher Gutsbesitzer, Landtagsabgeordneter Waldeck
- Schreiber, August (1839–1903), deutscher Pfarrer und Missionar
- Schreiber, Axel (* 1977), deutscher Schauspieler und Synchronsprecher
- Schreiber, Bernd (* 1948), deutscher Radsportler, nationaler Meister im Radsport
- Schreiber, Bernhard (1833–1894), deutscher Architekt
- Schreiber, Boris (1923–2008), französischer Schriftsteller
- Schreiber, Carl (1779–1826), deutscher Grundbesitzer und Politiker
- Schreiber, Carl (1834–1910), deutscher Verwaltungsjurist und Landrat
- Schreiber, Carl Ludwig (1803–1855), deutscher Jurist und Mitglied der Frankfurter Nationalversammlung
- Schreiber, Carl Ludwig (1903–1976), deutscher Landschaftsarchitekt und Universitätsprofessor
- Schreiber, Caroline (* 1962), deutsche Schauspielerin und Hörspielsprecherin
- Schreiber, Chantal (* 1965), österreichische Schriftstellerin
- Schreiber, Christian (1781–1857), deutscher Theologe, Philologe, Dichter und Doktor der Philosophie
- Schreiber, Christian (1872–1933), deutscher katholischer Bischof
- Schreiber, Christian (* 1977), österreichischer Fußballspieler und Trainer
- Schreiber, Christian (* 1980), deutscher Ruderer
- Schreiber, Christof (* 1967), deutscher Mathematikdidaktiker
- Schreiber, Christopher (* 1992), deutscher Basketballtrainer
- Schreiber, Clara (1848–1905), österreichische Salonnière und Publizistin
- Schreiber, Claudia (* 1958), deutsche Autorin und Journalistin
- Schreiber, Constantin (* 1979), deutscher Journalist und BuchautorConstantin Schreiber (* 1979)

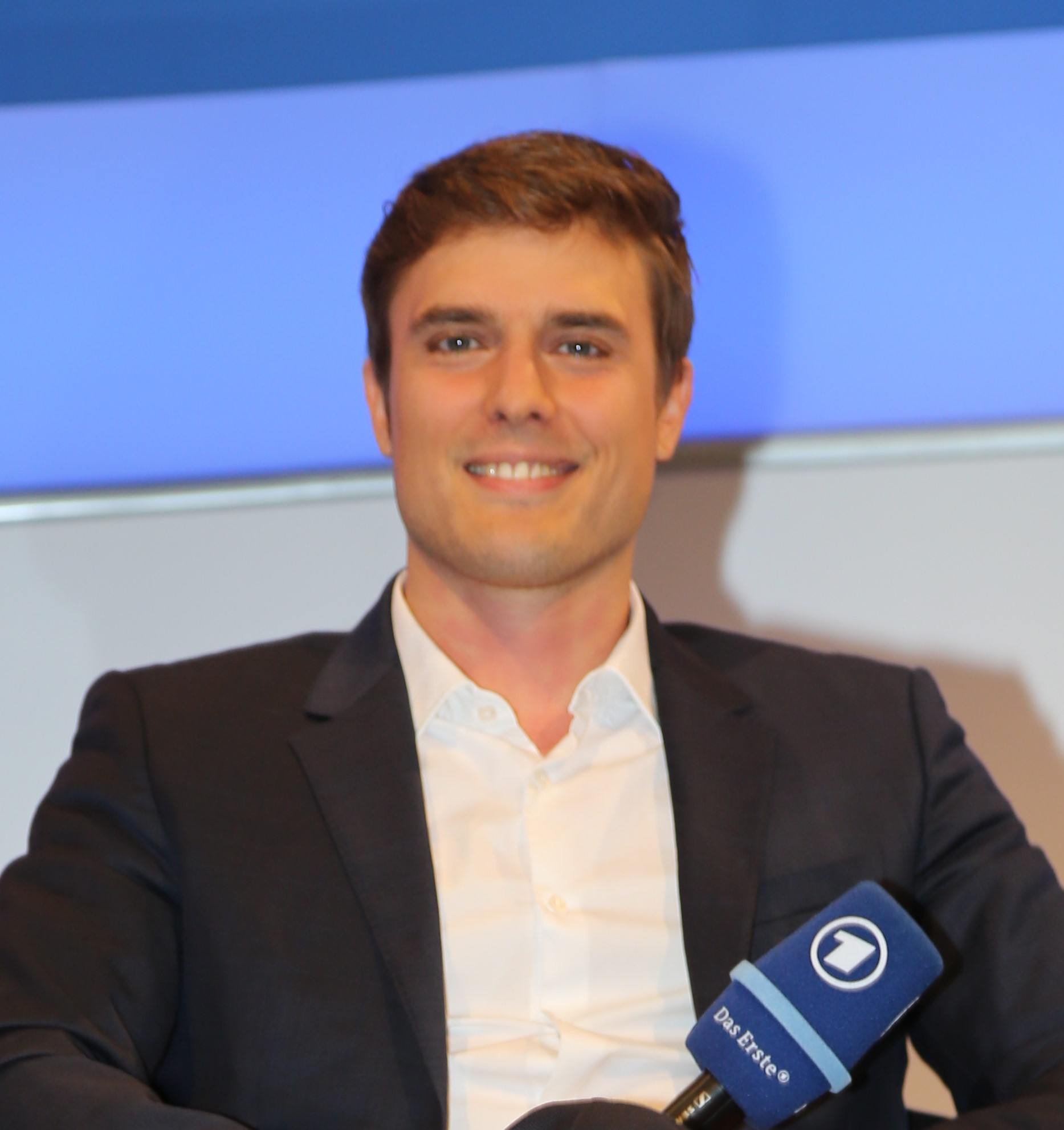
Constantin Schreiber (* 1979)

- Schreiber, Cyrill (* 1983), Schweizer Faustballspieler
- Schreiber, Dan (* 1985), US-amerikanischer Pokerspieler und E-Sportler
- Schreiber, Daniel (1779–1842), Verwaltungsbeamter und Abgeordneter im Fürstentum Waldeck
- Schreiber, Daniel (* 1977), deutscher Autor und Journalist
- Schreiber, Daniel J. (* 1965), deutscher Kunsthistoriker und Direktor des Buchheim Museum der Phantasie
- Schreiber, Daniela (* 1989), deutsche Schwimmerin
- Schreiber, Detlef (1930–2003), deutscher Architekt
- Schreiber, Edmond (1890–1978), britischer Offizier und Gouverneur von Malta
- Schreiber, Eduard (1876–1945), deutscher Politiker (SPD), MdL
- Schreiber, Eduard (* 1939), deutscher Filmregisseur und Autor
- Schreiber, Edward (1913–1981), US-amerikanischer Werbefachmann, Bauunternehmer, Filmproduzent und Drehbuchautor
- Schreiber, Ekkehard (1941–2008), deutscher Dirigent und Chordirektor
- Schreiber, Elmar (* 1952), deutscher Mathematiker, Physiker und Hochschullehrer
- Schreiber, Emanuel (1852–1932), US-amerikanischer Rabbiner und Publizist
- Schreiber, Emil (1888–1972), Schweizer Lehrer, Dirigent, Chorleiter, Organist und Mundartschriftsteller
- Schreiber, Erik (* 1959), deutscher Schriftsteller und Herausgeber
- Schreiber, Ernst (1868–1929), deutscher Mediziner
- Schreiber, Eva-Maria (1958–2023), deutsche Politikerin (Die Linke), MdB
- Schreiber, Ferdinand († 1849), deutscher Diener von Johann Wolfgang von Goethe
- Schreiber, Ferdinand (1924–1998), österreichischer Fotograf
- Schreiber, Flora Rheta (1918–1988), US-amerikanische Journalistin
- Schreiber, Frank (* 1973), deutscher Komponist, Filmkomponist, Sounddesigner und Musikproduzent
- Schreiber, Franz (1904–1976), deutscher SS-Standartenführer
- Schreiber, Franziska (* 1990), deutsche Autorin und ehemaliges Vorstandsmitglied der Jungen AlternativeFranziska Schreiber (* 1990)

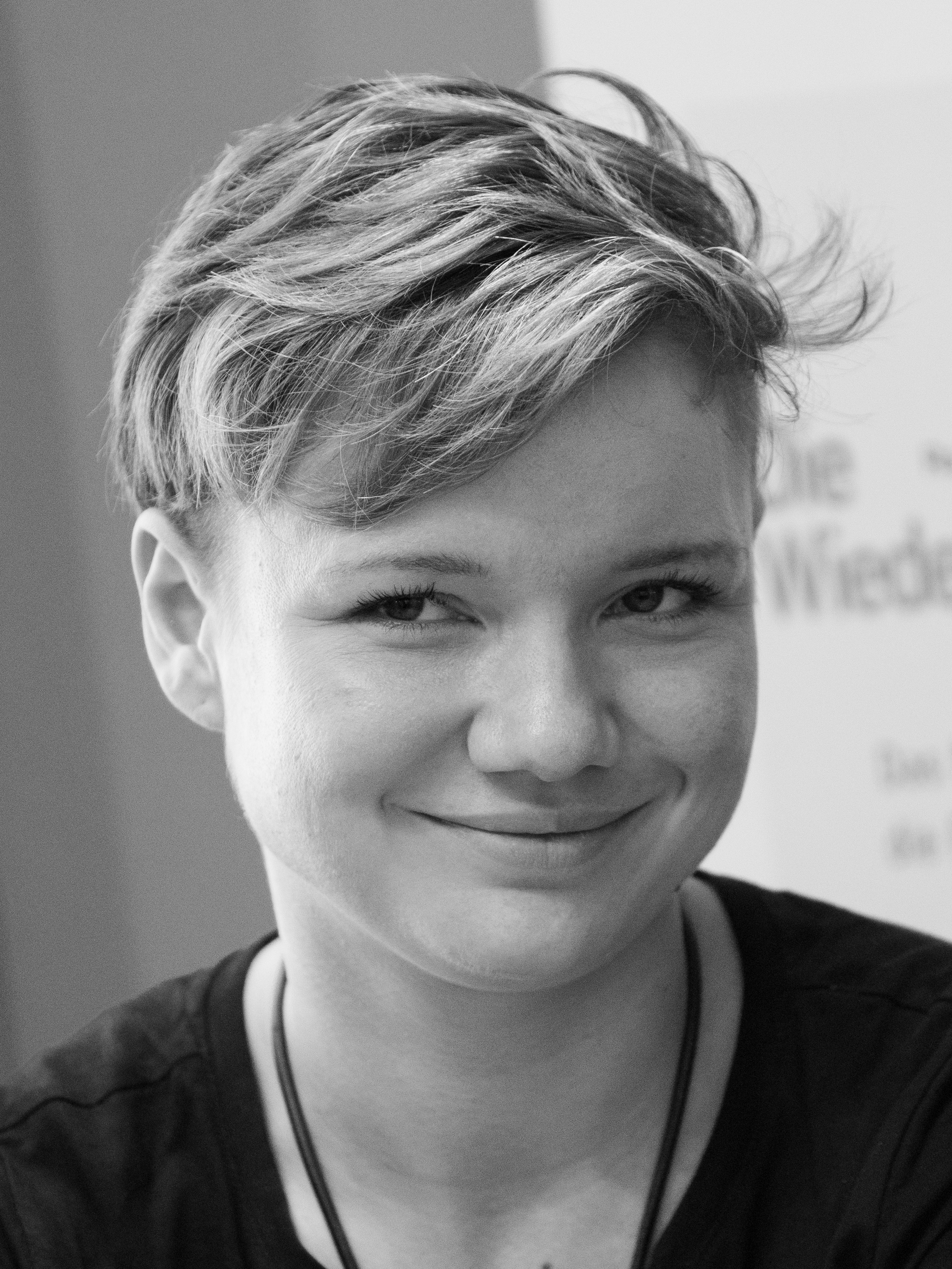
Franziska Schreiber (* 1990)

- Schreiber, Fred (* 1970), deutscher Radio- und Fernsehmoderator, Autor, Sprecher und Sänger
- Schreiber, Frederick C. (1895–1985), US-amerikanischer Komponist, Organist und Chorleiter österreichischer Herkunft
- Schreiber, Friedrich (1819–1890), deutscher römisch-katholischer Geistlicher, Erzbischof von Bamberg (1875–1890)
- Schreiber, Friedrich (1932–2024), deutscher Journalist und Publizist
- Schreiber, Friedrich (* 1934), deutscher Politiker (SPD), MdL
- Schreiber, Georg (1882–1963), deutscher Kirchenhistoriker sowie Wissenschafts- und Kulturpolitiker (Zentrum), MdR
- Schreiber, Georg (1921–1996), deutscher Mediziner und Medizinjournalist
- Schreiber, Georg (1922–2012), österreichischer Schriftsteller und Publizist
- Schreiber, Georg (* 1958), deutscher Fotograf
- Schreiber, Gerd (1912–2004), deutscher Korvettenkapitän der Kriegsmarine und Flottillenadmiral der Bundesmarine
- Schreiber, Gerhard (1939–2010), österreichischer Krippensammler und -forscher
- Schreiber, Gerhard (1940–2017), deutscher Militärhistoriker
- Schreiber, Gerhard (* 1978), deutscher Theologe und Sozialethiker
- Schreiber, Gerhard Andreas (* 1960), deutscher Manager, Autor und Musikkomponist
- Schreiber, Gottfried (1918–2003), deutscher Tierarzt, Präsident der Landestierärztekammer Hessen
- Schreiber, Guido (1799–1871), deutscher Mathematiker
- Schreiber, Gustav (1804–1872), deutscher Gutsbesitzer und Landtagsabgeordneter im Fürstentum Waldeck
- Schreiber, Gustav-Adolf (1889–1958), deutscher Maler und Bildhauer
- Schreiber, Gustav-Adolf (* 1940), deutscher Politiker (CDU), MdBB
- Schreiber, Hanns-Martin (* 1954), deutscher Pianist, Kammermusiker und Hochschullehrer
- Schreiber, Hans (1859–1936), österreichischer Botaniker
- Schreiber, Hans (1894–1968), deutscher Politiker (CDU), MdL
- Schreiber, Hans (* 1896), deutscher Bootsbauer und Politiker (NSDAP)
- Schreiber, Hans (1902–1968), deutscher Biophysiker und Hochschullehrer
- Schreiber, Hans (1923–1999), deutscher Politiker (CSU), MdL
- Schreiber, Hans (* 1949), deutscher Soziologe
- Schreiber, Hans Henning (1894–1968), deutscher evangelisch-lutherischer Geistlicher, Landessuperintendent und Dompropst am Ratzeburger Dom
- Schreiber, Hans-Ludwig (1933–2021), deutscher Jurist und Hochschullehrer
- Schreiber, Hans-Wilhelm (1924–2004), deutscher Chirurg und Hochschullehrer
- Schreiber, Harald (1929–1996), deutscher Politiker (CDU), MdV, MdB
- Schreiber, Harald (* 1952), österreichischer Künstler, Architekt und Designer
- Schreiber, Harrison (* 2001), US-amerikanisch-deutscher Eishockeyspieler
- Schreiber, Hartmut (* 1944), deutscher Ruderer
- Schreiber, Heinrich, Bergbauunternehmer in Wernigerode und Bürgermeister von Halberstadt
- Schreiber, Heinrich, deutscher Mathematiker und Astronom
- Schreiber, Heinrich (1793–1872), deutscher Lokalhistoriker
- Schreiber, Heinrich (1900–1942), deutscher Bibliothekar
- Schreiber, Heinz (* 1942), deutscher Politiker (SPD), MdB, MdEP
- Schreiber, Helmut (1925–1995), deutscher Schauspieler, Autor, Regisseur und Synchron- und Hörspielsprecher
- Schreiber, Helmut (* 1955), deutscher Speerwerfer
- Schreiber, Henning († 1640), deutscher Siegel- und Stempelschneider und herzoglich braunschweig-lüneburgischer Münzmeister
- Schreiber, Henning (* 1973), deutscher Afrikanist
- Schreiber, Hermann (1882–1954), Philosoph, Publizist, Rabbiner zu Potsdam
- Schreiber, Hermann (1920–2014), österreichischer Historiker und Schriftsteller
- Schreiber, Hermann (1929–2020), deutscher Journalist, Autor und Moderator
- Schreiber, Hermann (1932–2023), deutscher Physiker und Hochschullehrer
- Schreiber, Hermann (* 1938), deutscher Politiker (CSU)
- Schreiber, Hieronymus († 1547), deutscher Mediziner, Mathematiker und Astronom
- Schreiber, Hilde (* 1926), österreichische Schauspielerin
- Schreiber, Hiltigund (1939–2023), österreichische Kunsthistorikerin
- Schreiber, Horst (* 1929), deutscher Fußballspieler
- Schreiber, Horst (* 1961), österreichischer Historiker und Universitätslehrer
- Schreiber, Horst Georg (1928–2010), deutscher Jurist und Sportfunktionär
- Schreiber, Hugo (1919–2007), bessarabisch-deutscher Jurist
- Schreiber, Ilse (1886–1980), deutsche Jugendschriftstellerin
- Schreiber, Irene (1921–2019), deutsche Illustratorin
- Schreiber, Jacky (* 1961), venezolanischer Komponist
- Schreiber, Jakob (1921–1992), Schweizer Chemiker
- Schreiber, Jakob Ferdinand (1809–1867), deutscher Verleger
- Schreiber, Jasmin (* 1988), deutsche Autorin und SchriftstellerinJasmin Schreiber (* 1988)

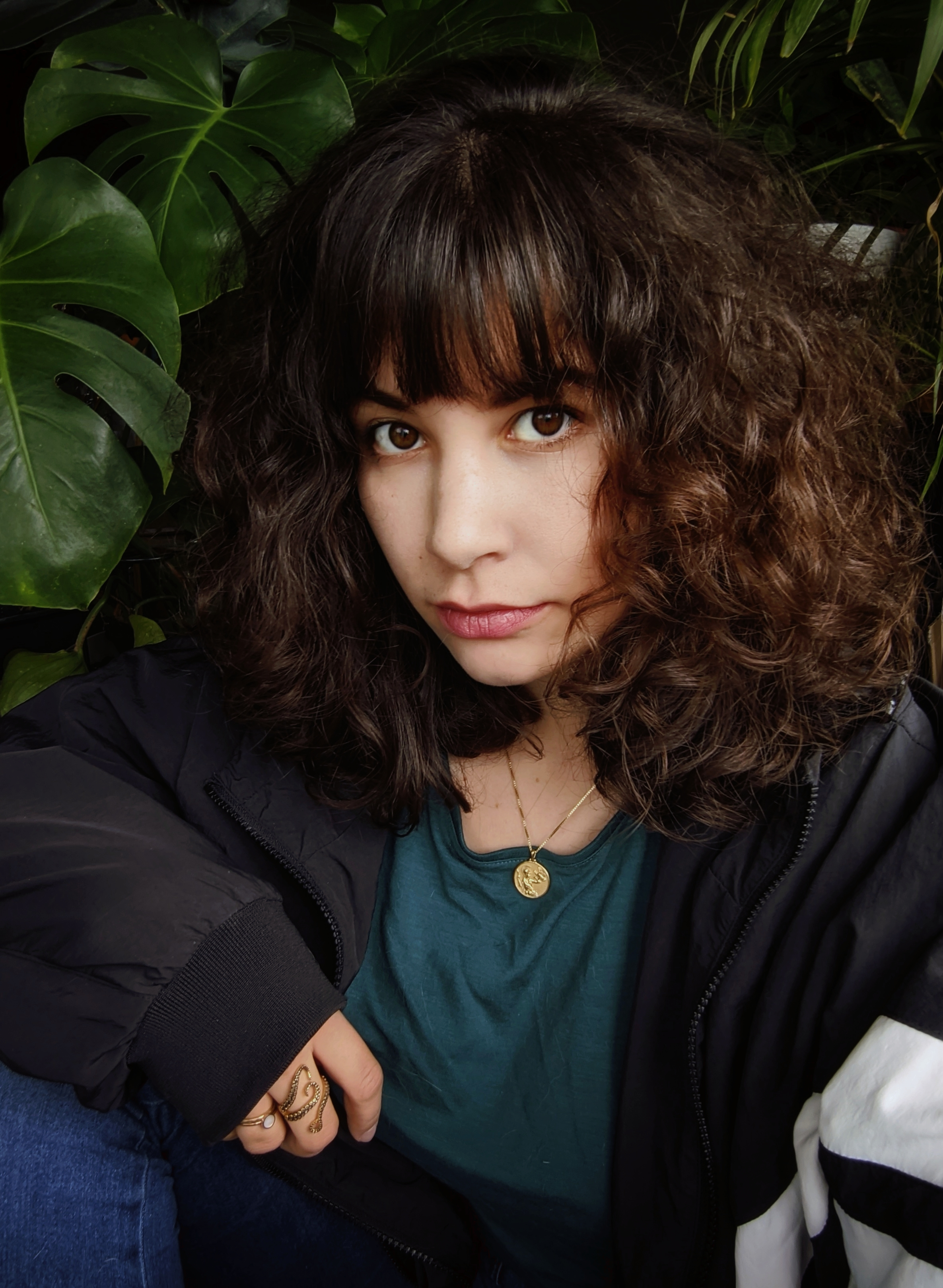
Jasmin Schreiber (* 1988)

- Schreiber, Jens (1942–2002), deutscher Politiker (CDU), Oberbürgermeister der Stadt Lüneburg (1987–1991)
- Schreiber, Jens (* 1982), deutscher Schwimmsportler
- Schreiber, Joachim (* 1964), deutscher Kirchenmusiker
- Schreiber, Johann (1881–1935), Landtagsabgeordneter Großherzogtum Hessen
- Schreiber, Johann George (1676–1750), deutscher Kupferstecher, Kartograph und Verleger
- Schreiber, Johann Gottfried (1674–1743), deutscher Maler
- Schreiber, Johann Heinrich (1797–1871), Mitglied der kurhessischen Ständeversammlung
- Schreiber, Johann Matthias (1716–1771), deutscher Orgelbauer
- Schreiber, Johannes (1731–1805), Einsiedlermönch und Schulpädagoge
- Schreiber, Johannes (* 1921), rumänisch-österreichischer Maler, Grafiker, Gebrauchsgrafiker und Kunstpädagoge
- Schreiber, Johannes (1927–2016), deutscher evangelischer Theologe und Autor
- Schreiber, Jonathan (* 1997), deutscher Ruderer
- Schreiber, Josef (1835–1908), österreichischer Mediziner
- Schreiber, Josef (1919–1945), deutscher Oberfeldwebel im Zweiten WeltkriegJosef Schreiber (1919–1945)

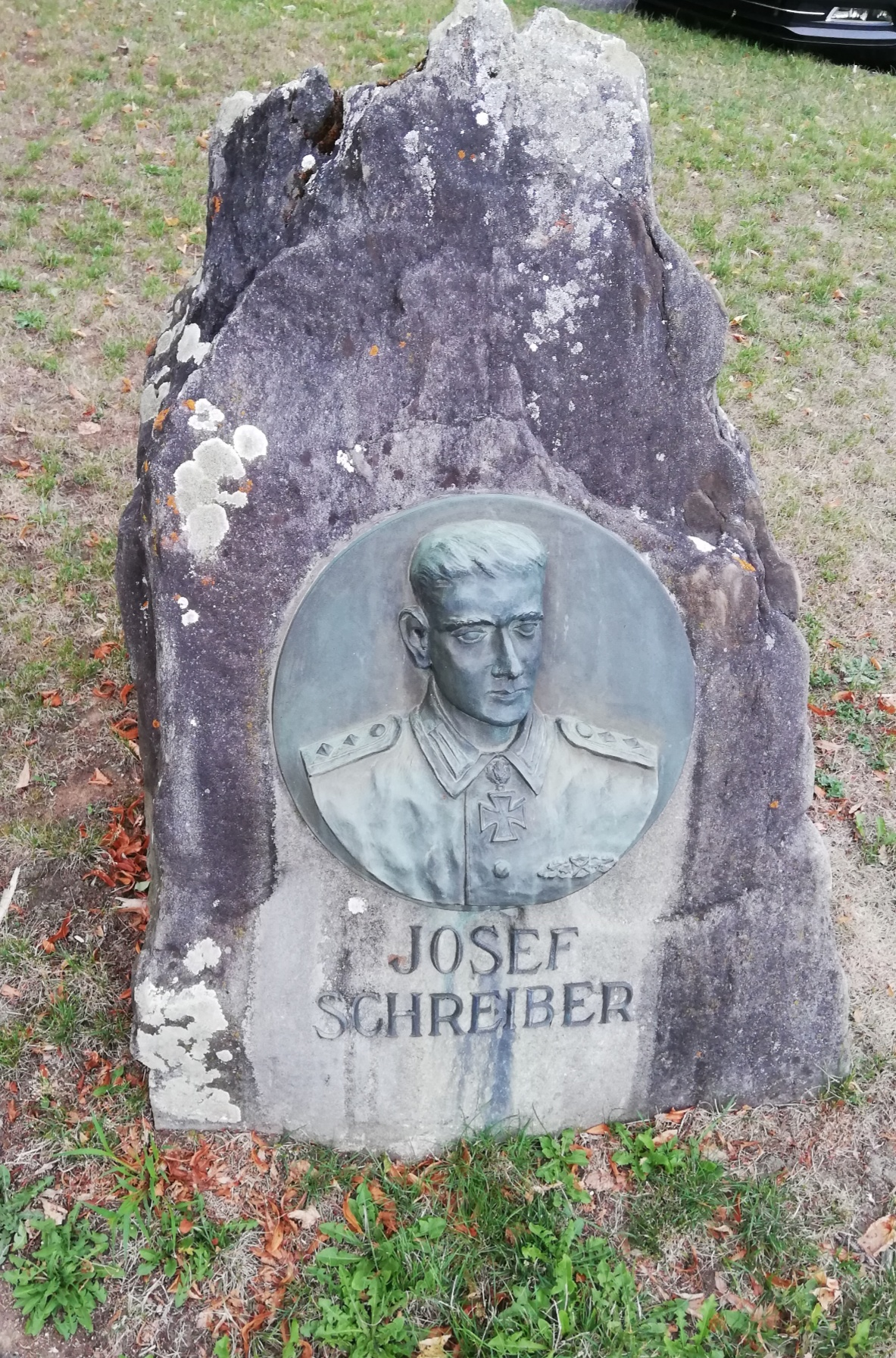
Josef Schreiber (1919–1945)

- Schreiber, Joseph (1899–1972), deutscher Verwaltungsjurist, Landrat in verschiedenen Landkreisen, Verwaltungsgerichtsdirektor und Regierungsvizepräsident von Niederbayern
- Schreiber, Juliane Marie (* 1990), deutsche Politologin, Publizistin und Autorin
- Schreiber, Julius (1848–1932), deutscher Internist und Hochschullehrer
- Schreiber, Jürgen (* 1926), deutscher Offizier und Jurist
- Schreiber, Jürgen (1947–2022), deutscher Investigativjournalist
- Schreiber, Karl (1897–1983), deutscher Architekt und Baubeamter
- Schreiber, Karl Ludwig (1910–1961), deutscher Schauspieler
- Schreiber, Karl-Heinz (* 1940), deutscher Politiker (SPD), MdBB
- Schreiber, Karl-Heinz (1949–2014), deutscher Schriftsteller und Lyriker
- Schreiber, Karlheinz (* 1934), deutscher Waffenhändler
- Schreiber, Karoline (* 1969), Schweizer Künstlerin und Comiczeichnerin
- Schreiber, Klaus (1927–2009), deutscher Chemiker und Naturstoffforscher
- Schreiber, Klaus (* 1940), deutscher Romanist und Bibliothekar
- Schreiber, Klaus (* 1948), deutscher Rechtswissenschaftler
- Schreiber, Klaus (* 1959), deutscher SchauspielerKlaus Schreiber (* 1959)

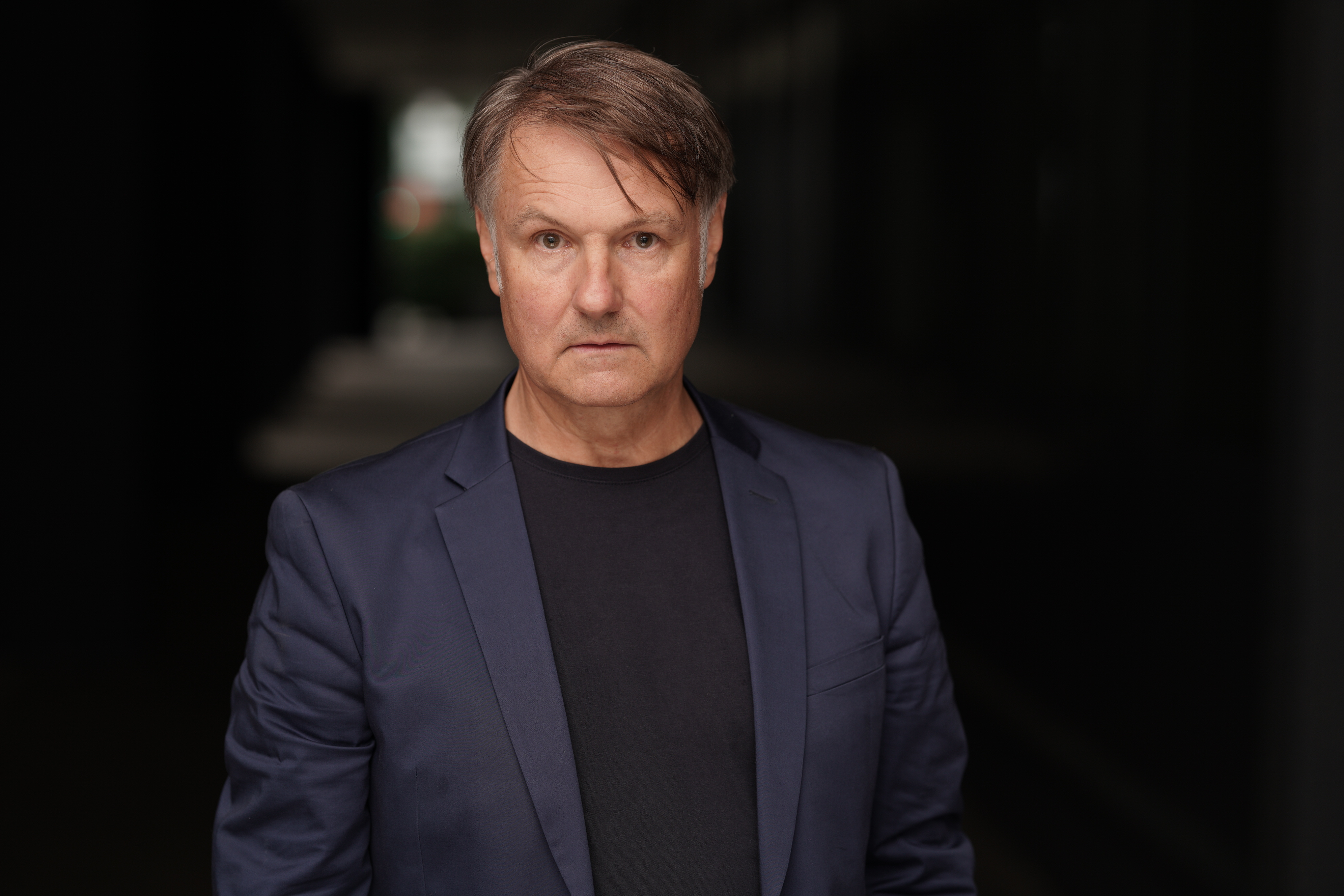
Klaus Schreiber (* 1959)

- Schreiber, Krystyna (* 1976), deutsche Journalistin
- Schreiber, Kurt (1875–1964), deutscher Generalleutnant der Wehrmacht
- Schreiber, Kurt (1911–1971), deutscher SS-Hauptscharführer, Kommandoführer und Kriegsverbrecher
- Schreiber, Liev (* 1967), US-amerikanischer SchauspielerLiev Schreiber (* 1967)

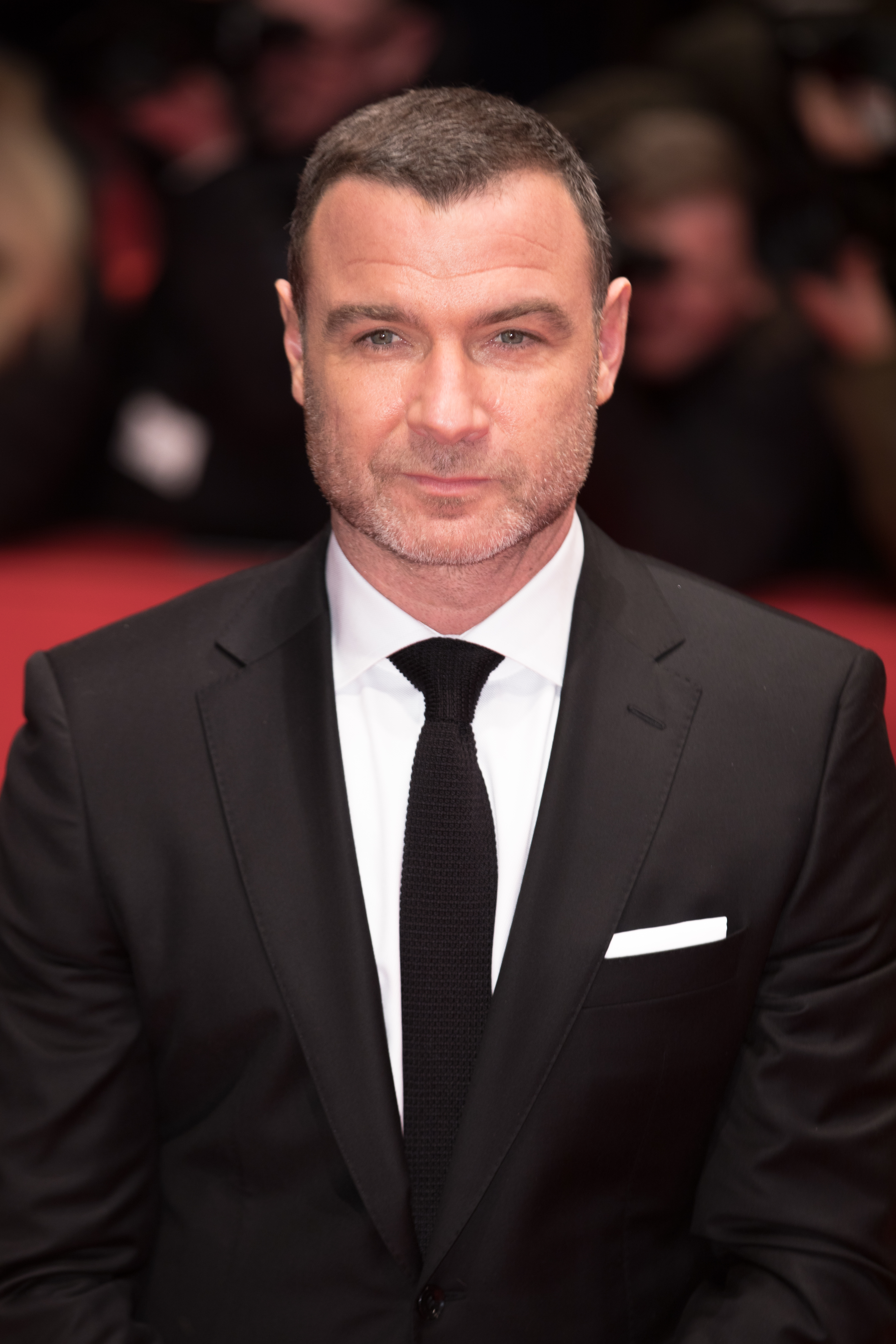
Liev Schreiber (* 1967)

- Schreiber, Lorenz, Schweizer Bildhauer
- Schreiber, Lotte (* 1971), österreichische Filmregisseurin
- Schreiber, Manfred (1926–2015), deutscher Polizeipräsident
- Schreiber, Marie (* 2003), luxemburgische Radrennfahrerin
- Schreiber, Marina (* 1958), deutsche Malerin und Bildhauerin
- Schreiber, Marion (1942–2005), deutsche Journalistin und Buchautorin
- Schreiber, Mark, Baron Marlesford (1931–2025), britischer Politiker (Conservative Party) und Life Peer
- Schreiber, Markus (* 1960), deutscher Politiker (SPD), Bezirksamtsleiter Hamburg-Mitte, MdHB
- Schreiber, Martin (1879–1961), österreichischer Politiker
- Schreiber, Martin J. (* 1939), US-amerikanischer Politiker
- Schreiber, Mary-Edith (1921–2014), deutsche Schauspielerin und Hörspielsprecherin
- Schreiber, Mathias (1943–2019), deutscher Journalist und Publizist
- Schreiber, Max (1869–1929), deutscher Politiker (Deutsche Reformpartei, DNVP) und Mitglied des Sächsischen Landtages (1909–1929)
- Schreiber, Michael (1662–1717), deutscher lutherischer Theologe
- Schreiber, Michael (* 1954), deutscher Physiker
- Schreiber, Michael (* 1962), deutscher Sprachwissenschaftler
- Schreiber, Michi (* 1996), deutsche Primatologin und Autorin
- Schreiber, Nancy (* 1949), US-amerikanische Kamerafrau
- Schreiber, Olaf (* 1969), deutscher Fußballspieler
- Schreiber, Oskar (1829–1905), preußischer Generalleutnant sowie Geodät und Chef der Landesaufnahme
- Schreiber, Oskar (1844–1927), deutscher Rentier und Landtagsabgeordneter im Fürstentum Waldeck
- Schreiber, Otto (1882–1929), deutscher Rechtswissenschaftler und Hochschullehrer
- Schreiber, Otto (1897–1946), deutscher Jurist und Kommunalpolitiker
- Schreiber, Otto Andreas (1907–1978), deutscher Maler und Zeichner
- Schreiber, Otto Wilhelm August (1884–1967), deutscher Reeder
- Schreiber, Ottomar (1889–1955), deutsch-litauischer Politiker (MVP), MdL Memelland und Landespräsidenten des Memellandes (1932–1934 und 1939–1942)
- Schreiber, Pablo (* 1978), kanadischer SchauspielerPablo Schreiber (* 1978)

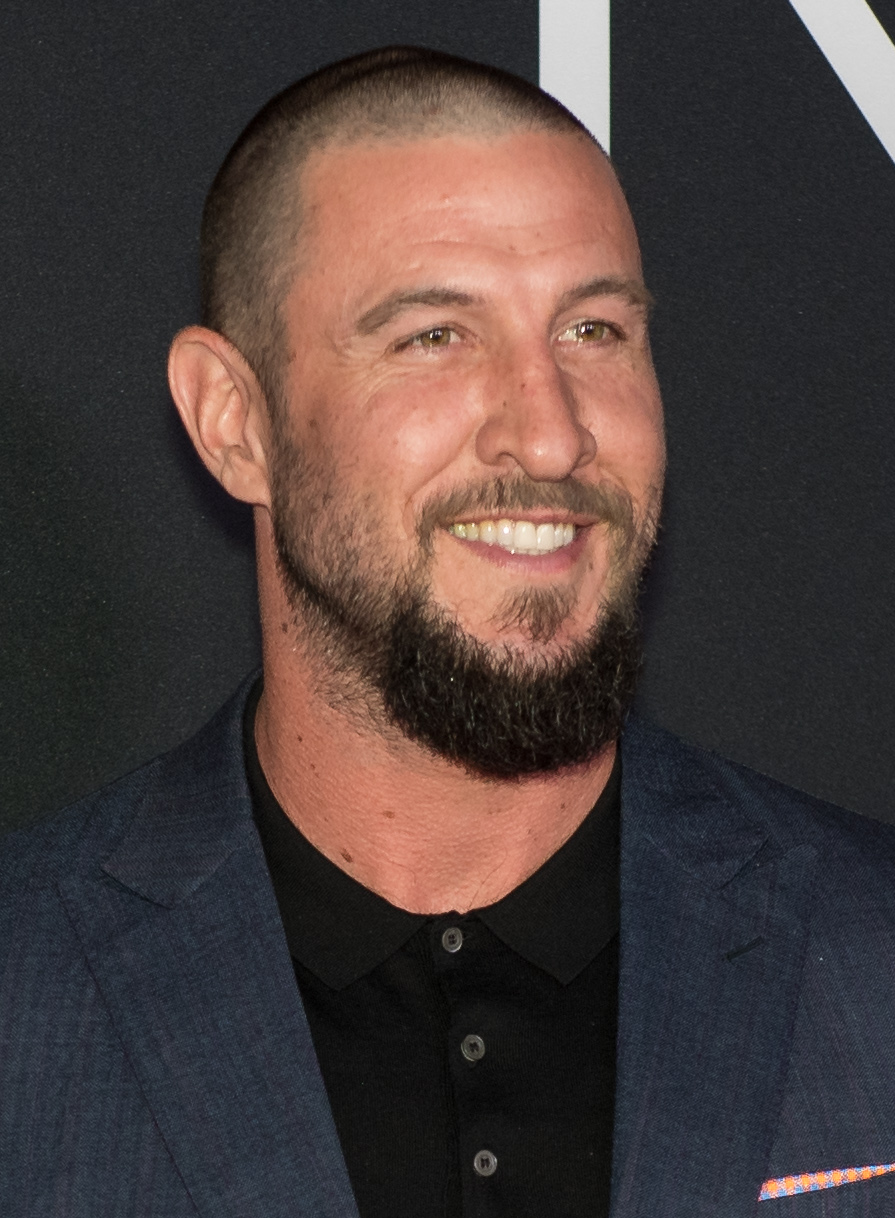
Pablo Schreiber (* 1978)

- Schreiber, Pät (* 1987), Schweizer Fernsehmoderator
- Schreiber, Patrick (* 1979), deutscher Politiker (CDU), MdLPatrick Schreiber (* 1979)

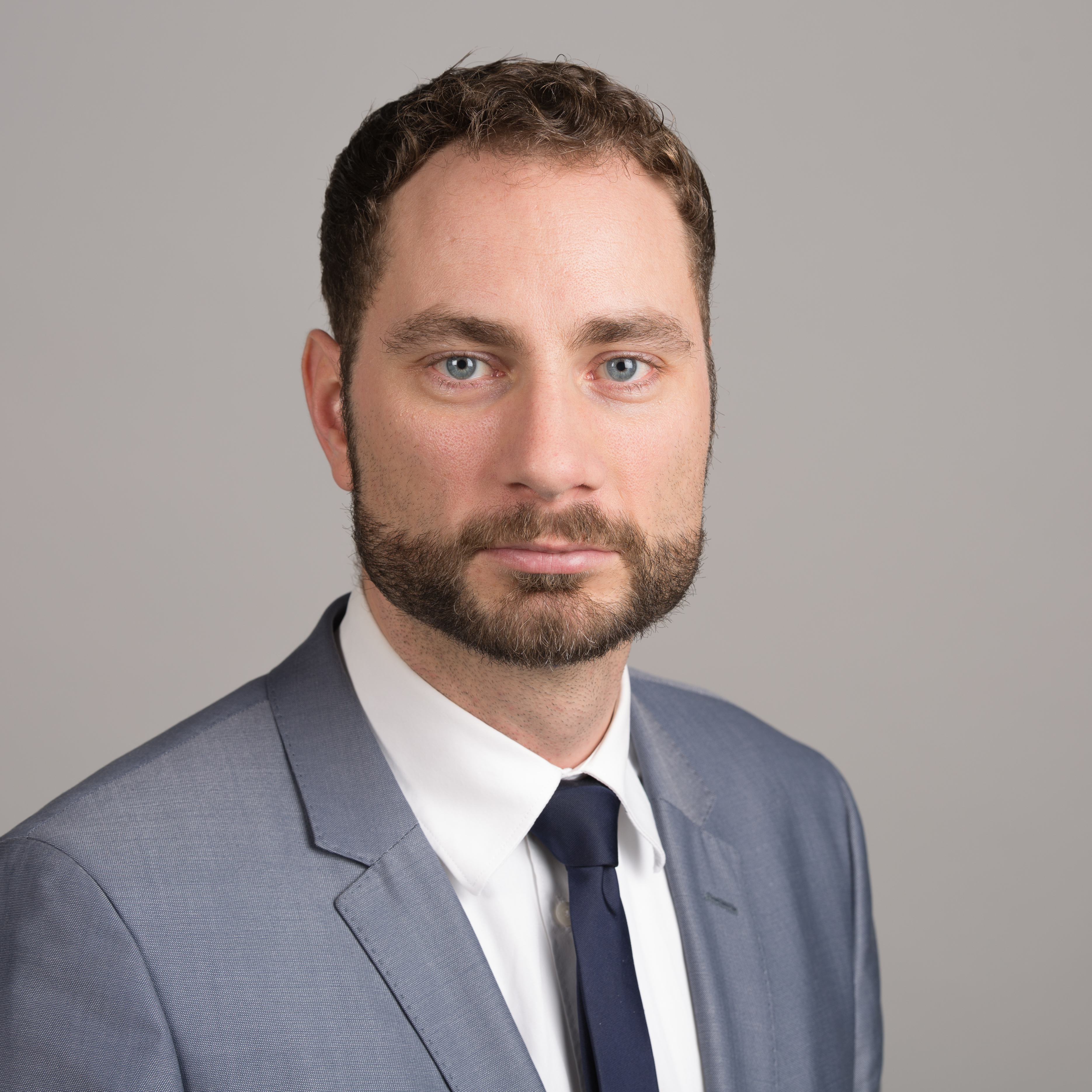
Patrick Schreiber (* 1979)

- Schreiber, Paul (1848–1924), deutscher Meteorologe und Erfinder
- Schreiber, Paul (1855–1920), deutscher Arzt und Geheimer Sanitätsrat
- Schreiber, Peter (* 1938), deutscher Mathematiker
- Schreiber, Peter (* 1952), deutscher Journalist
- Schreiber, Peter Conrad (1816–1894), deutscher Maler
- Schreiber, Ralf (* 1959), deutscher Schachfunktionär
- Schreiber, Ralph (* 1971), deutscher politischer Beamter (CDU)
- Schreiber, Reiner (1941–2004), deutscher Kommunalpolitiker (CDU)
- Schreiber, Richard (1904–1963), deutscher Maler, Grafiker und Illustrator
- Schreiber, Robert D. (* 1946), US-amerikanischer Immunologe
- Schreiber, Rossi, deutsche Comic-Verlegerin und Übersetzerin
- Schreiber, Rudolf (* 1889), deutscher Landrat
- Schreiber, Rudolf (1897–1984), deutscher Agrarwissenschaftler und Hochschullehrer
- Schreiber, Rudolf (1907–1954), deutscher Archivar und Historiker
- Schreiber, Rudolf L. (1940–2021), deutscher Publizist und Unternehmensberater
- Schreiber, Rudolf von (1848–1911), deutscher Jurist und Politiker
- Schreiber, Sandra (* 1987), deutsche Schauspielerin
- Schreiber, Sarah (* 1987), deutsche Auktionatorin
- Schreiber, Sebastian (* 1990), deutscher Hörfunkmoderator und Journalist
- Schreiber, Siegfried (1928–1988), deutscher Bildhauer, Maler und Zeichner
- Schreiber, Siegfried (* 1953), deutscher Radrennfahrer
- Schreiber, Stefan (* 1962), deutscher Internist und Hochschullehrer
- Schreiber, Stefan (* 1966), deutscher Jazz- und Improvisationsmusiker
- Schreiber, Stefan (* 1967), deutscher römisch-katholischer Theologe
- Schreiber, Stuart (* 1956), US-amerikanischer Biochemiker
- Schreiber, Susanne (* 1976), deutsche Neurophysiologin, Mitglied des deutschen Ethikrates
- Schreiber, Sybil (* 1963), deutsch-schweizerische Kolumnistin und Autorin
- Schreiber, Syna (* 1978), deutsche Tennisspielerin
- Schreiber, Theodor (1848–1912), deutscher Klassischer Archäologe, Kunsthistoriker und Denkmalschützer
- Schreiber, Therese (* 1889), österreichische Zeugin Jehovas und Opfer des Nationalsozialismus
- Schreiber, Thomas (* 1959), deutscher Journalist und TV-Programmleiter
- Schreiber, Tim (* 2002), deutscher FußballtorwartTim Schreiber (* 2002)

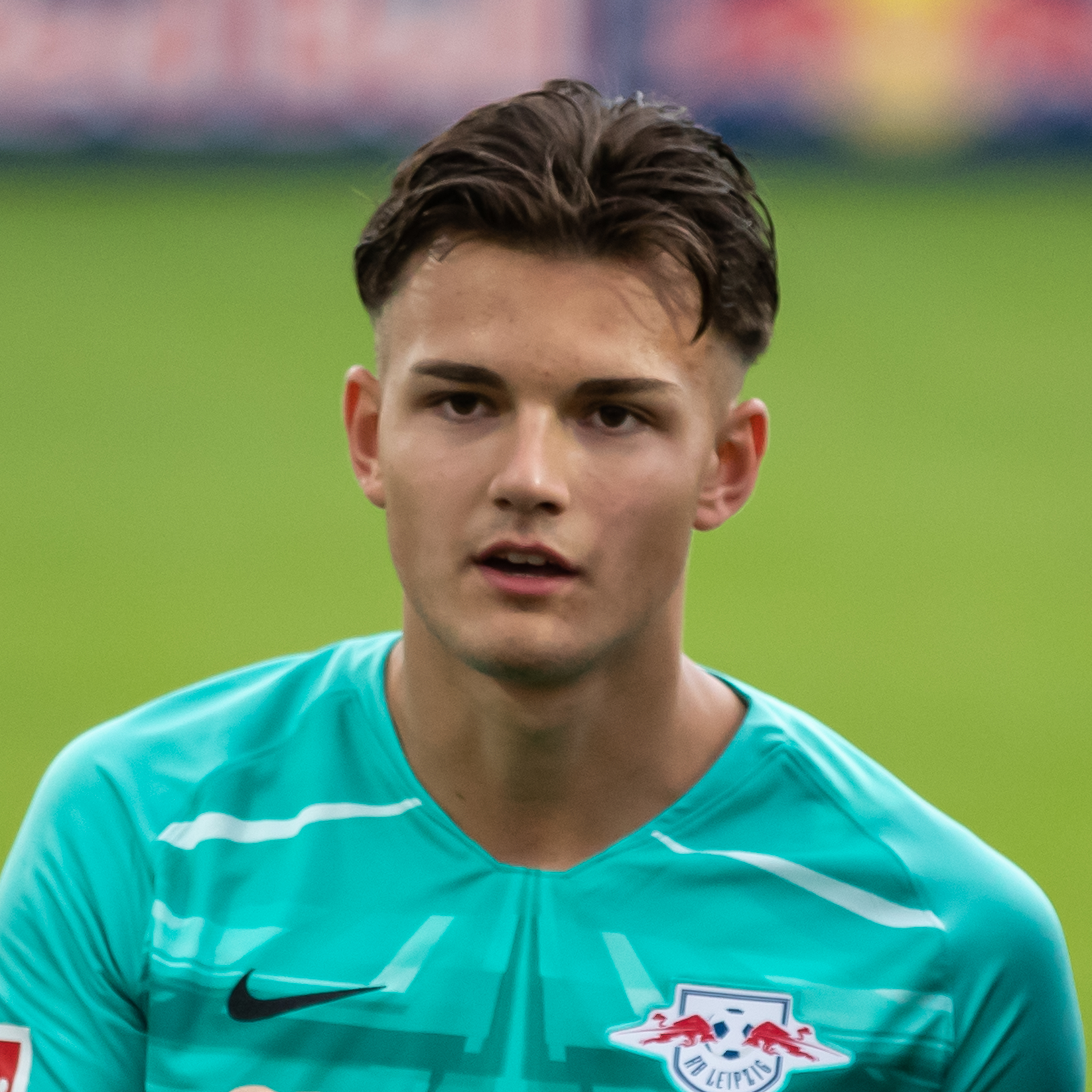
Tim Schreiber (* 2002)

- Schreiber, Tom (* 1978), deutscher Politiker (SPD), MdA
- Schreiber, Torben, deutscher Klassischer Archäologe
- Schreiber, Ulrich (1936–2007), deutscher Musik- und Theaterkritiker sowie Autor
- Schreiber, Ulrich (* 1950), deutscher Ökonom, Professor für Betriebswirtschaftliche Steuerlehre an der Universität Mannheim
- Schreiber, Ulrich (* 1951), deutscher Kulturmanager, Direktor des Internationalen Literaturfestivals
- Schreiber, Ulrich (* 1956), deutscher Geologe, Schriftsteller und Hochschullehrer
- Schreiber, Ulrike (* 1954), deutsche Politikerin (CDU), MdBB
- Schreiber, Urs (* 1974), Mathematiker und Physiker
- Schreiber, Verena (* 1976), deutsche Geographiedidaktikerin
- Schreiber, Wally (* 1962), deutsch-kanadischer Eishockeyspieler
- Schreiber, Walter Paul (1893–1970), deutscher Arzt, Fachspartenleiter im Reichsforschungsrat
- Schreiber, Walther (1884–1958), deutscher Politiker (CDU), MdA
- Schreiber, Waltraud (* 1956), deutsche Geschichtsdidaktikerin und Hochschullehrerin
- Schreiber, Werner (* 1941), deutscher Politiker (CDU), MdL, MdB
- Schreiber, Wilfrid (1904–1975), deutscher Politologe, „Vater der dynamischen Rente“Wilfrid Schreiber (1904–1975)

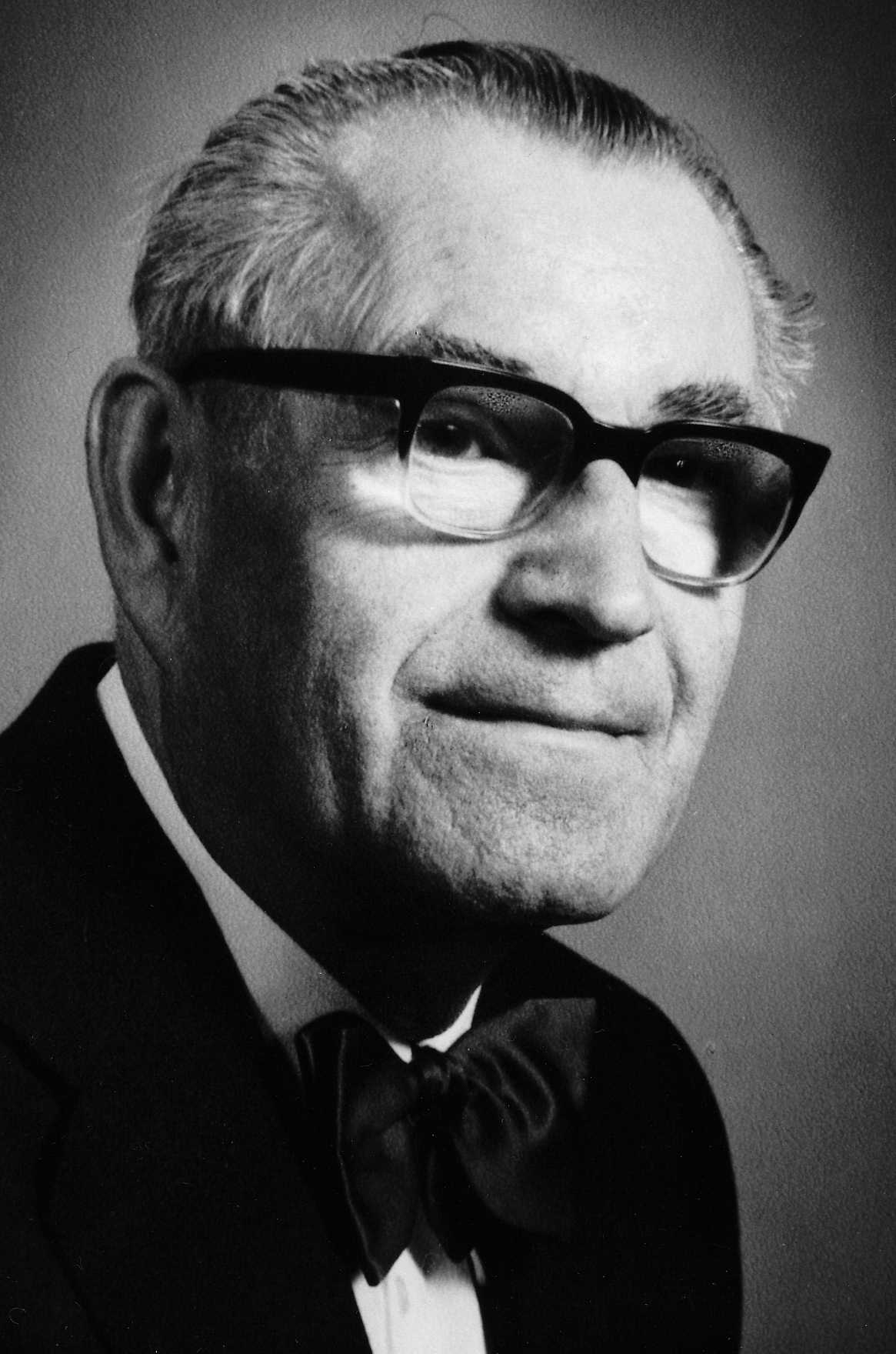
Wilfrid Schreiber (1904–1975)

- Schreiber, Wilfried (* 1937), deutscher Militärökonom und Oberst der Nationalen Volksarmee
- Schreiber, Wilhelm (1896–1969), deutscher Politiker (SPD)
- Schreiber, Wilhelm Paul (1893–1918), preußischer Offizier, Militärpilot im Ersten Weltkrieg
- Schreiber, Willi Helmut (1917–2008), deutscher SS-Sturmbannführer
- Schreiber, Wolfgang (1936–2024), deutscher Verwaltungsjurist
- Schreiber, Wolfgang (* 1939), deutscher Musikkritiker
- Schreiber, Wolfgang (1956–2022), deutscher Psychiater, Psychotherapeut und Psychosomatiker
- Schreiber-Favre, Nelly (1879–1972), Schweizer Juristin
- Schreiber-Freissmuth, Rosa (1913–1996), österreichische Gerechte unter den Völkern
- Schreiber-Just, Charlotte (1914–2000), deutsche Schauspielerin und Hörspielsprecherin
- Schreiber-Uhlenbusch, Hugo Paul (1905–1978), deutscher Schriftsteller
- Schreiber-Weigand, Friedrich (1879–1953), deutscher Museumsleiter
- Schreiber-Wicke, Edith (* 1943), österreichische Kinder- und Jugendbuchautorin

###### Schreiberh
- Schreiberhuber, Gertrude (* 1946), österreichische Politikerin (SPÖ), Landtagsabgeordnete
- Schreiberhuber, Hapé (* 1969), österreichischer Künstler

###### Schreibers
- Schreibers, Joseph Ludwig von (1735–1809), österreichischer Arzt
- Schreibers, Joseph von (1793–1874), österreichischer Jurist und Landwirtschaftler
- Schreibers, Karl Franz Anton von (1775–1852), österreichischer Naturwissenschaftler
- Schreibershofen, Hedwig von (1840–1922), deutsche Schriftstellerin
- Schreibershofen, Maximilian von (1785–1881), sächsischer General der Infanterie, Generaladjutant des Königs Friedrich August II. und Mitglied der deutschen Bundesmilitärinspektionskommission

##### Schreibm
- Schreibman-Sharir, Limor (* 1954), israelische Miss-Wahlteilnehmerin, Ärztin und Psychologin
- Schreibmayer, Kurt (* 1953), österreichischer Opernsänger (Tenor)
- Schreibmeierová, Simona (* 2005), tschechische Handballspielerin
- Schreibmüller, Frank (* 1983), deutscher Internetaktivist
- Schreibmüller, Hermann (1874–1956), deutscher Historiker und Gymnasiallehrer

#### Schreid
- Schreider, Alexander Fjodorowitsch (* 1985), russischer Biathlet
- Schreider, Christian (* 1971), deutscher Politiker (SPD), MdB
- Schreider, Wiktor Filippowitsch (* 1952), russischer Bürgermeister

#### Schreie
- Schreieck, Josef (1867–1930), österreichischer Orgelbauer
- Schreieck, Marta (* 1954), österreichische Architektin
- Schreieder, Joseph (* 1904), deutscher Polizeibeamter der Gestapo
- Schreiegg, Anton (1913–2003), deutscher Dichter und Buchautor
- Schreier, Anno (* 1979), deutscher Komponist
- Schreier, Bernd (* 1954), deutscher Geologe und Politiker (PDS), MdL
- Schreier, Christian (* 1959), deutscher Fußballspieler und Trainer
- Schreier, Erhard (* 1934), deutscher Gebrauchsgrafiker und Illustrator
- Schreier, Felix (* 1989), deutscher Basketballtrainer
- Schreier, Fritz (1897–1981), österreichischer Jurist und US-amerikanischer Ökonom
- Schreier, Hans (1937–2021), deutscher Fußballspieler
- Schreier, Hartmut (* 1952), deutscher Schauspieler
- Schreier, Helmut (* 1941), deutscher Pädagoge
- Schreier, Jake (* 1981), US-amerikanischer Regisseur und FilmproduzentJake Schreier (* 1981)

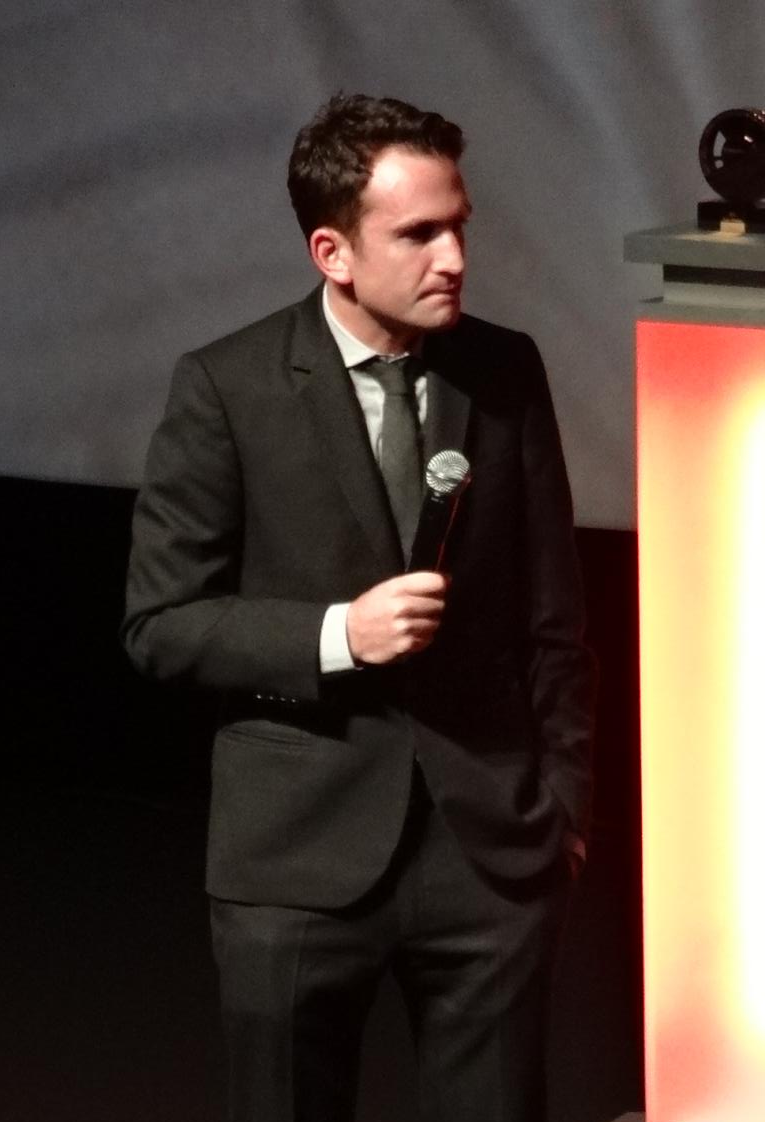
Jake Schreier (* 1981)

- Schreier, Jason (* 1987), US-amerikanischer Journalist und Bestsellerautor
- Schreier, Jürgen (* 1948), deutscher Politiker (CDU), MdL, Minister für Bildung, Kultur und Wissenschaft im Saarland (1999–2007)
- Schreier, Kurt (1919–1994), deutscher Kinderarzt und Hochschullehrer
- Schreier, Martin (* 1980), deutscher Film- und Serienregisseur
- Schreier, Maximilian (1877–1942), österreichischer Journalist und Politiker
- Schreier, Nadine (* 1982), deutsche Synchronsprecherin
- Schreier, Otto (1901–1929), österreichischer Mathematiker
- Schreier, Paul (1880–1937), deutscher Politiker
- Schreier, Peter (1935–2019), deutscher Sänger (Tenor) und DirigentPeter Schreier (1935–2019)

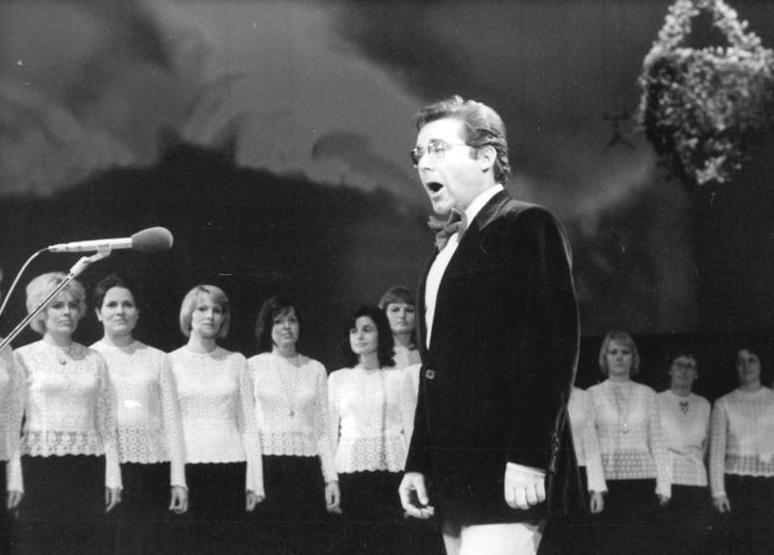
Peter Schreier (1935–2019)

- Schreier, Peter (* 1942), deutscher Lebensmittelchemiker und Professor für Lebensmittelchemie
- Schreier, Raimund (* 1952), österreichischer Ordensgeistlicher, Abt der Prämonstratenserabtei Stift Wilten, Großprior des Ritterorden vom Heiligen Grab zu Jerusalem in Österreich
- Schreier, Theodor (1873–1943), österreichischer Architekt, ermordet im Holocaust
- Schreier, Tilo (* 1995), deutscher Sportschütze
- Schreier, Toni (* 1962), deutscher Fußballspieler
- Schreier, Ulrich, österreichischer Buchmaler und Einbandgestalter
- Schreier, Willy (1907–1988), deutscher Politiker, Bürgermeister von Idstein (1948–1973)
- Schreier, Wolfgang (1929–2022), deutscher Historiker und Physiker

#### Schreif
- Schreifels, Walter (* 1969), US-amerikanischer Musiker und Musikproduzent

#### Schreij
- Schreijäck, Thomas (* 1953), deutscher römisch-katholischer Theologe
- Schreijer-Pierik, Annie (* 1953), niederländische Politikerin, MdEP

#### Schreil
- Schreil, Maria (* 1981), österreichische Jiu-Jitsu-Kämpferin

#### Schrein
- Schrein, Aaron (* 1969), US-amerikanischer Lehrer und American-Football-Schiedsrichter
- Schrein, Birte (* 1969), deutsche Schauspielerin und Theaterpädagogin
- Schrein, Charlie (* 2007), deutscher Schauspieler
- Schrein, Johannes († 1524), Abt des Stiftes Kremsmünster (1505–1524)
- Schreindl, Tobias (* 1988), deutscher Leichtathlet
- Schreinemacher, Liesje (* 1983), niederländische Juristin und Politikerin (VVD), MdEP
- Schreinemakers, Margarethe (* 1958), deutsche FernsehmoderatorinMargarethe Schreinemakers (* 1958)

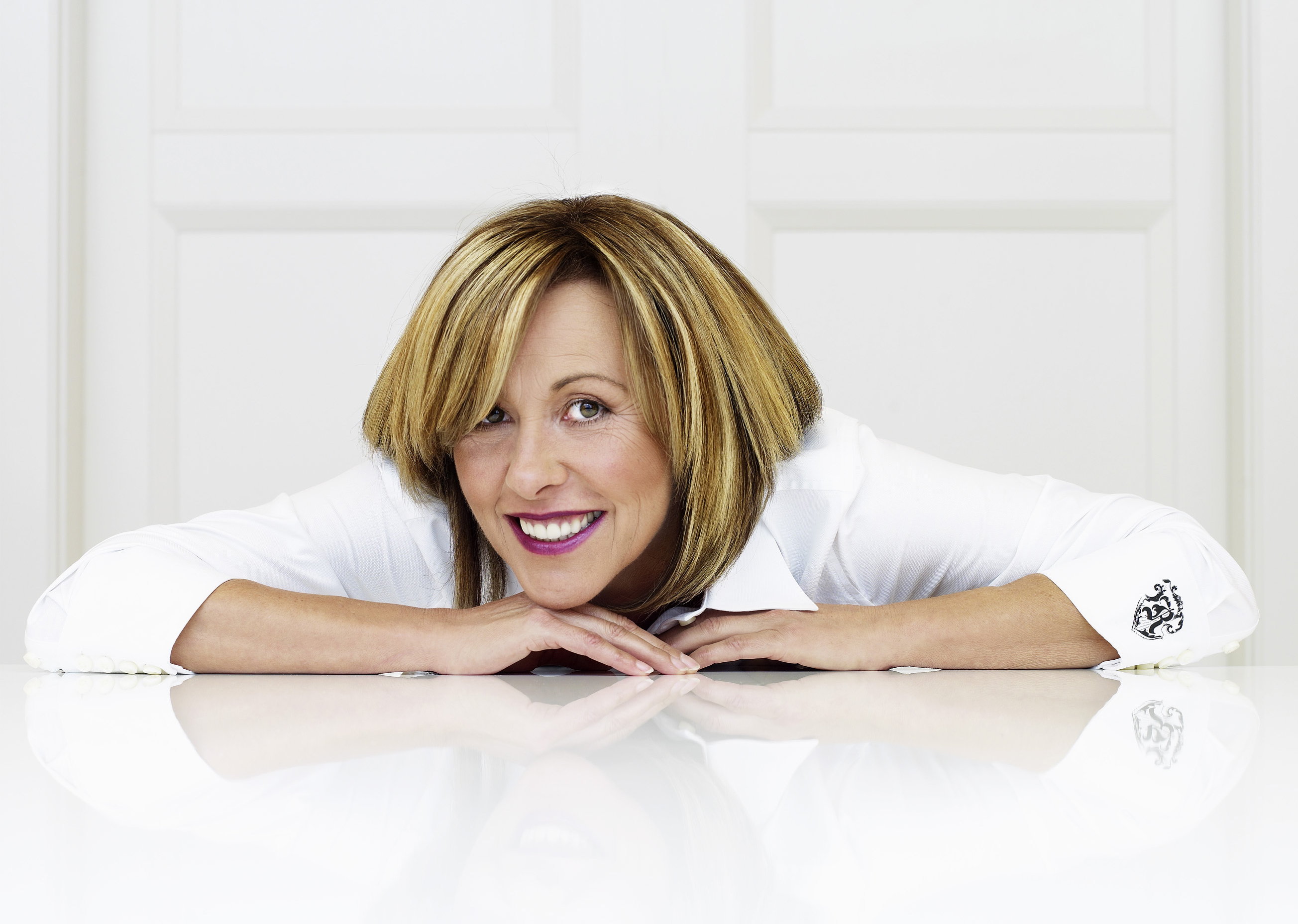
Margarethe Schreinemakers (* 1958)

- Schreiner, Adelheid (* 1942), deutsche Politikerin (GRÜNE), MdL
- Schreiner, Albert (1892–1979), deutscher marxistischer Historiker
- Schreiner, Albert (1923–2016), deutscher Geologe
- Schreiner, Alfred (1954–2024), österreichischer Gewerkschafter und Politiker (SPÖ), Landtagsabgeordneter
- Schreiner, Andreas, deutscher Basketballschiedsrichter und -spieler
- Schreiner, Andreas (* 1965), österreichischer Autor von Fantasy-Romanen
- Schreiner, Annemarie (* 1914), deutsche Schauspielerin
- Schreiner, Anton (1873–1932), österreichischer Politiker (SPÖ), Landtagsabgeordneter, Abgeordneter zum Nationalrat
- Schreiner, Axel T. (* 1947), deutscher Informatiker und Hochschullehrer
- Schreiner, Carl (1869–1931), deutscher Bühnenschauspieler
- Schreiner, Carl Moritz (1889–1948), deutscher Bildhauer
- Schreiner, Carrie (* 1998), deutsche AutomobilrennfahrerinCarrie Schreiner (* 1998)

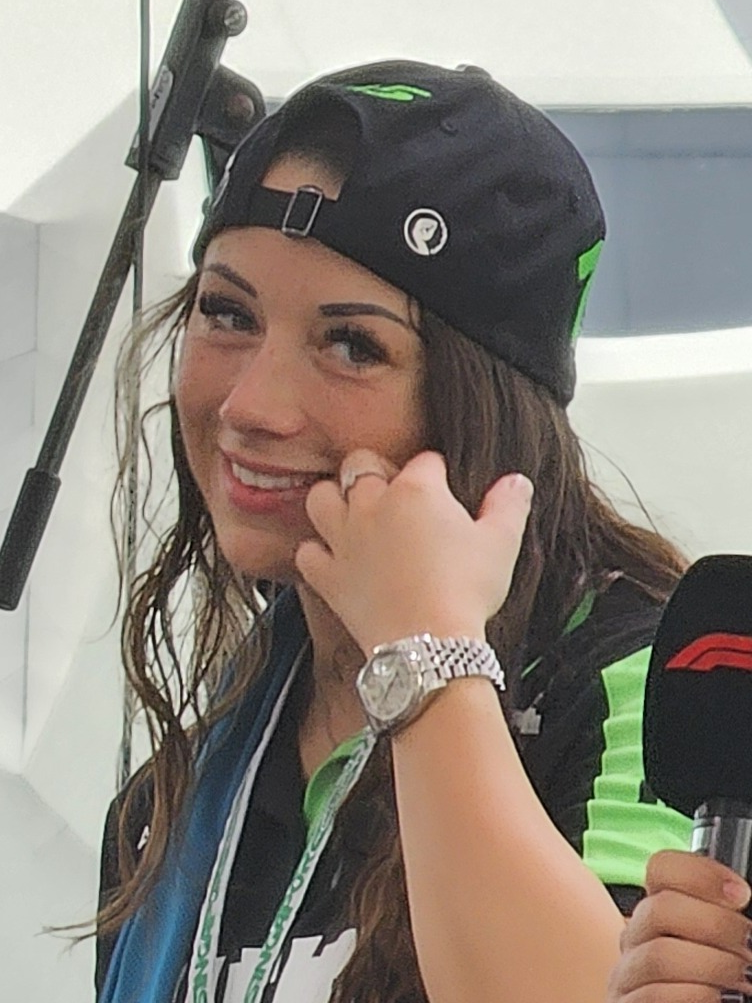
Carrie Schreiner (* 1998)

- Schreiner, Claus (* 1943), deutscher Musikproduzent und -publizist
- Schreiner, Clemens Maria (* 1989), österreichischer Kabarettist, Erzähler, Moderator und Schauspieler
- Schreiner, Conrad (1829–1895), Bürgermeister und Abgeordneter
- Schreiner, Curt (* 1967), US-amerikanischer Biathlet
- Schreiner, Daniel (* 1986), österreichischer Fußballspieler
- Schreiner, Edith (* 1957), deutsche Politikerin (CDU)
- Schreiner, Emanuel (* 1989), österreichischer Fußballspieler
- Schreiner, Emil (1831–1910), norwegischer Klassischer Philologe und Lehrer
- Schreiner, Erich (* 1950), österreichischer Politiker (FPÖ), Abgeordneter zum Nationalrat, MdEP
- Schreiner, Ernst (1879–1943), deutscher Buchhändler und Schriftsteller
- Schreiner, Felix (* 1986), deutscher Politiker (CDU), MdL, MdBFelix Schreiner (* 1986)

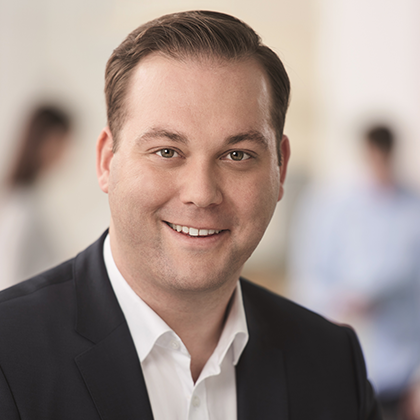
Felix Schreiner (* 1986)

- Schreiner, Franz (* 1964), deutscher Fußballspieler und -trainer
- Schreiner, Franz Nono (* 1948), österreichischer Komponist und Schriftsteller
- Schreiner, Franziska (* 2001), deutsche Tischtennisspielerin
- Schreiner, Friedrich Wilhelm (1836–1922), deutscher Landschaftsmaler der Düsseldorfer Schule
- Schreiner, Fritz (* 1890), deutscher Radrennfahrer
- Schreiner, Georg (1914–1990), österreichischer Politiker (ÖVP), Mitglied des Bundesrates
- Schreiner, Gerd (* 1970), deutscher Politiker (CDU), MdL
- Schreiner, Gerhard (1907–1983), deutscher Politiker (ZENTRUM, FDP), MdL
- Schreiner, Gerth (1892–1940), deutscher Journalist
- Schreiner, Gudrun (1932–2012), deutsche Bildhauerin und Künstlerin
- Schreiner, Gustav (1847–1922), österreichischer Politiker (DnP), Abgeordneter zum Nationalrat
- Schreiner, Gustav Franz Xaver von (1793–1872), österreichischer Jurist, Theologe und Politiker
- Schreiner, Hanns (1930–2016), deutscher Verwaltungsbeamter
- Schreiner, Hans (1930–2023), deutscher Maler
- Schreiner, Heinrich (1927–2009), deutscher Volkswirt, Ministerialbeamter und Politiker (CDU)
- Schreiner, Helmut (1942–2001), österreichischer Politiker (ÖVP), Präsident des Salzburger Landtages
- Schreiner, Helmuth (1893–1962), deutscher evangelischer Theologe
- Schreiner, Henriette (* 1988), deutsche Musicaldarstellerin und Singer-Songwriterin
- Schreiner, Horst (1921–2002), deutscher Materialwissenschaftler
- Schreiner, Hubert (* 1949), österreichischer Basketballfunktionär sowie ehemaliger Basketballtrainer und Basketballspieler
- Schreiner, Jan (* 1984), deutscher Jazzmusiker (Bassposaune, Tuba) und Komponist
- Schreiner, Jennifer (* 1976), deutsche Fantasy-Autorin und Erotik-Autorin
- Schreiner, Johan (1903–1967), norwegischer Historiker
- Schreiner, Johann (* 1952), deutscher Akademie-Direktor und Biologe
- Schreiner, Johann Baptist (1866–1935), deutscher Bildhauer und Medailleur
- Schreiner, Johann Georg (* 1801), deutscher Lithograf
- Schreiner, Josef, deutscher Skilangläufer
- Schreiner, Josef (1922–2002), deutscher Theologe und Universitätsprofessor
- Schreiner, Jumbo (* 1967), deutscher Schauspieler und ModeratorJumbo Schreiner (* 1967)

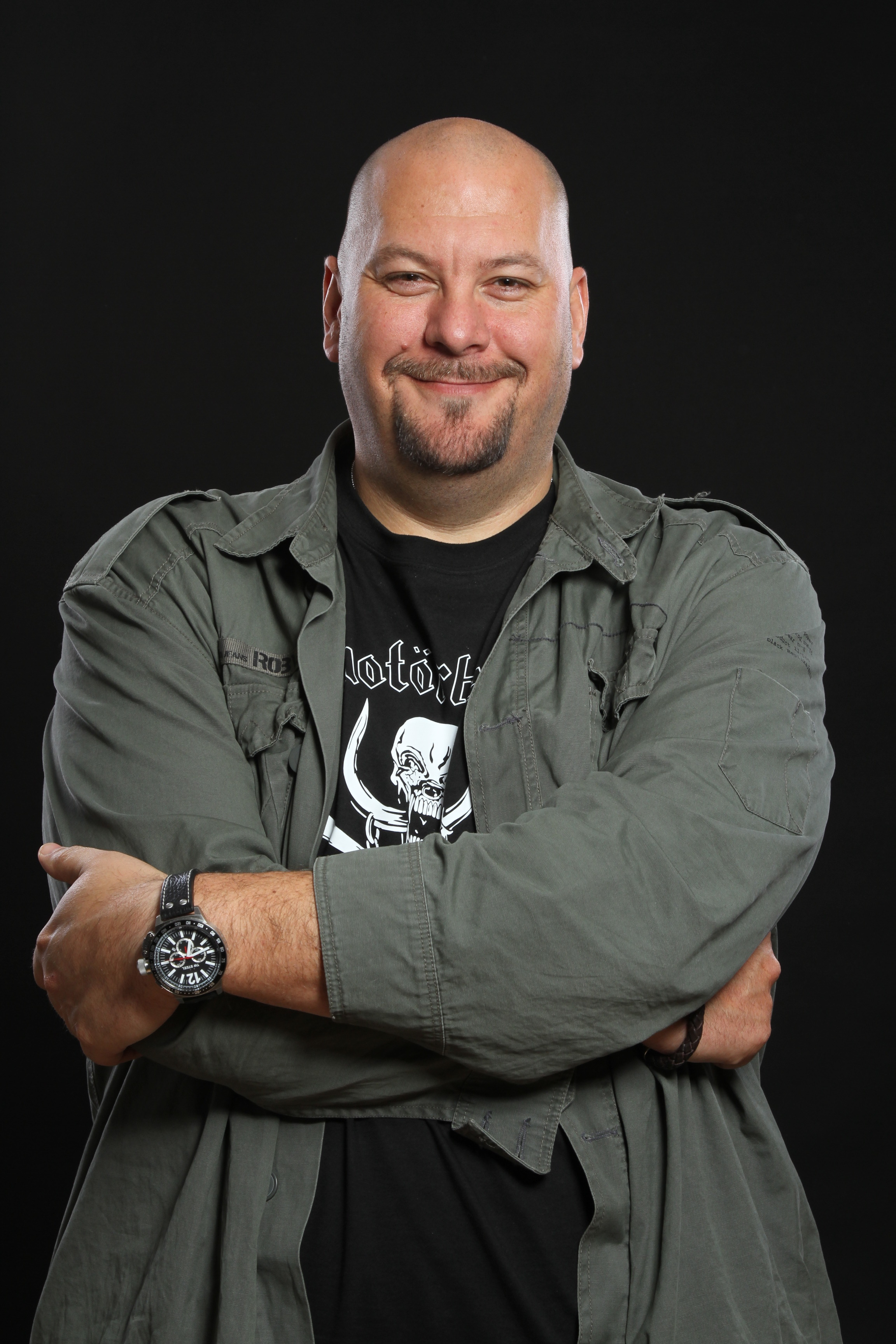
Jumbo Schreiner (* 1967)

- Schreiner, Karl (1911–1979), deutscher Politiker (GB/BHE), MdL Bayern
- Schreiner, Karl Heinz (* 1952), deutscher Brigadegeneral
- Schreiner, Klaus (1929–1991), deutscher Historiker und Museologe
- Schreiner, Klaus (1931–2015), deutscher Mittelalterhistoriker
- Schreiner, Klaus Peter (1930–2017), deutscher Kabarettist und Autor
- Schreiner, Knut (* 1974), norwegischer Rock-Gitarrist
- Schreiner, Konrad (* 1921), deutscher Fußballspieler
- Schreiner, Kristian (1874–1957), norwegischer Anthropologe und Professor der Anatomie
- Schreiner, Kurt (1924–2003), deutscher Fußballspieler und -trainer
- Schreiner, Lea (* 1995), deutsche Kraftdreikämpferin
- Schreiner, Liselotte (1904–1991), österreichische Theaterschauspielerin
- Schreiner, Lorenz (1920–2008), sudetendeutscher HNO-Arzt, Hochschullehrer und Heimatforscher des Egerlandes
- Schreiner, Ludwig (1928–1984), deutscher Kunsthistoriker und Denkmalpfleger
- Schreiner, Manja (* 1978), deutsche Politikerin (CDU), Lobbyistin und Juristin
- Schreiner, Margit (* 1953), österreichische Schriftstellerin
- Schreiner, Martin (* 1958), deutscher evangelischer Theologe, Religionspädagoge und Hochschullehrer
- Schreiner, Michael (1950–2019), deutscher Schauspieler
- Schreiner, Moritz von (1824–1911), österreichischer Jurist und Politiker
- Schreiner, Nikolaus (1914–2007), deutscher Politiker (SPD), MdL, MdB
- Schreiner, Olive (1855–1920), südafrikanische Schriftstellerin
- Schreiner, Ottmar (1946–2013), deutscher Politiker (SPD), MdBOttmar Schreiner (1946–2013)

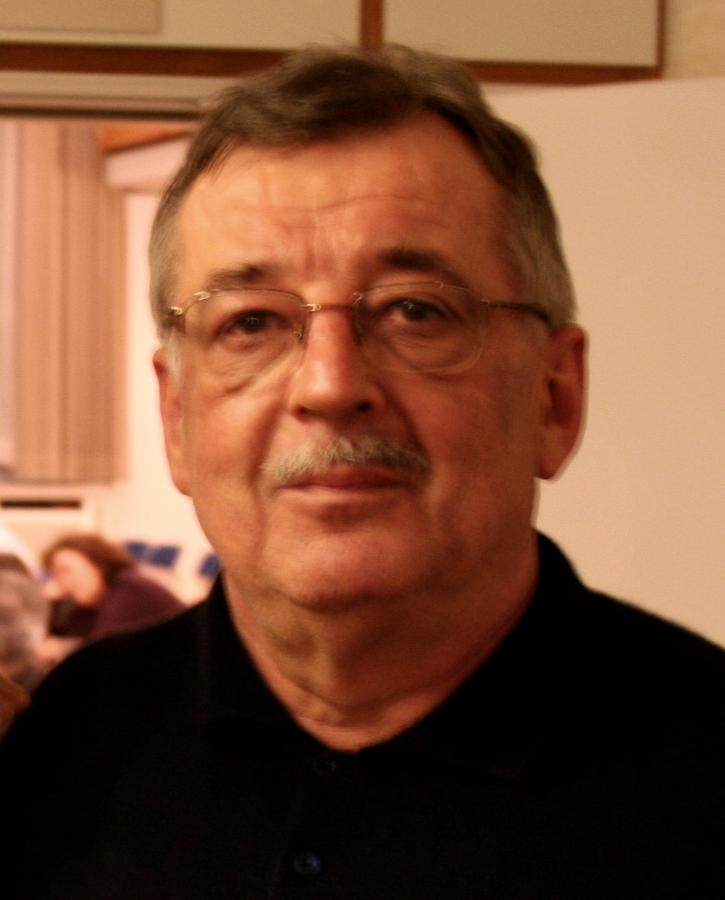
Ottmar Schreiner (1946–2013)

- Schreiner, Otto (1816–1898), deutscher Berliner Kommunalpolitiker
- Schreiner, Peter (1937–2014), deutscher Heimatforscher
- Schreiner, Peter (* 1940), deutscher Byzantinist
- Schreiner, Peter (* 1945), deutscher Indologe
- Schreiner, Peter (* 1952), deutscher Fußballspieler
- Schreiner, Peter (* 1953), deutscher Fußballtrainer und Autor
- Schreiner, Peter (* 1955), deutscher Erziehungswissenschaftler
- Schreiner, Peter (1957–2023), österreichischer Regisseur, Autor und Kameramann
- Schreiner, Peter (* 1964), deutscher Motorsportler
- Schreiner, Peter (* 1965), deutscher Chemiker
- Schreiner, Philipp (1846–1914), deutscher Wissenschaftler, Lehrer und Politiker (NLP), MdR
- Schreiner, Ralf (* 1969), deutscher Tischtennisspieler
- Schreiner, Roswitha (* 1965), deutsche Schauspielerin
- Schreiner, Rudolf (1885–1953), deutscher Architekt
- Schreiner, Sebastian (* 1984), österreichischer Filmeditor
- Schreiner, Stefan (* 1947), deutscher Religionswissenschaftler
- Schreiner, Thomas (* 1987), österreichischer Basketballspieler
- Schreiner, Werner (* 1947), deutscher Lehrer, Verkehrsexperte und -funktionär, Historiker
- Schreiner, Werner (1960–2018), deutscher Fußballspieler
- Schreiner, Wiltrud (* 1967), österreichische Schauspielerin
- Schreiner, Wolfgang (* 1957), deutscher Fußballspieler
- Schreiner, Yunli (* 1965), deutsche Tischtennis-Bundesligaspielerin chinesischer Herkunft
- Schreiner-Maler, griechischer Vasenmaler des rotfigurigen Stils
- Schreinert, Kurt (1901–1967), deutscher Literaturwissenschaftler und Fontane-Forscher
- Schreinzer, Karl-August (1815–1887), russischer Porträt- und Miniaturmaler österreichischer Abstammung
- Schreinzer, Ronny (* 1958), deutscher Musiker

#### Schreit
- Schreitel, Michael (* 1974), deutscher Kameramann
- Schreiter, Benjamin, bayerischer Bildhauer
- Schreiter, Bernd (* 1962), deutscher Heimatforscher
- Schreiter, Charlotte, deutsche Klassische Archäologin
- Schreiter, Daniela (* 1982), deutsche Comic-ZeichnerinDaniela Schreiter (* 1982)

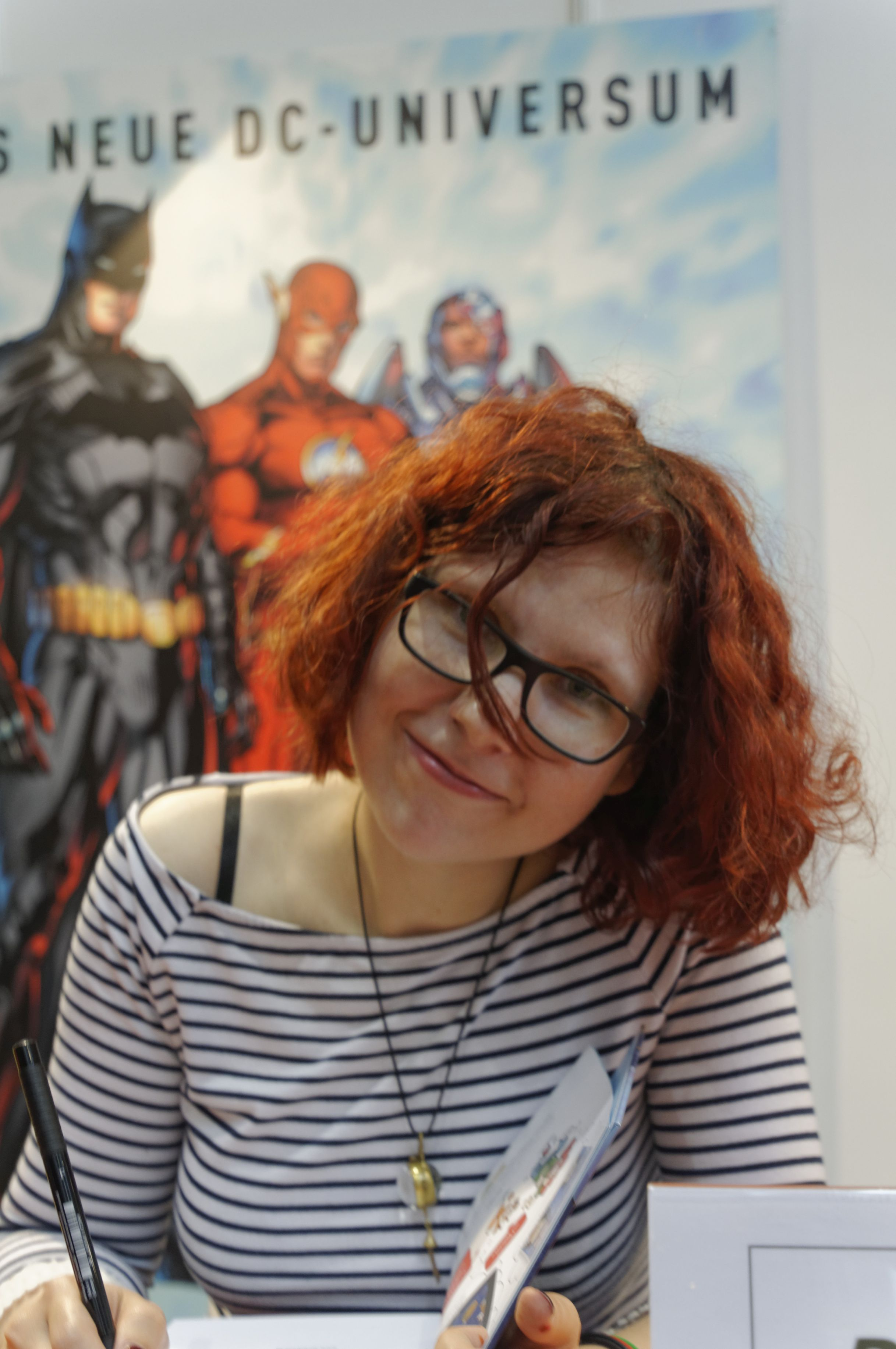
Daniela Schreiter (* 1982)

- Schreiter, Elly (1908–1987), deutsche Grafikerin, Malerin und Steindruckerin
- Schreiter, Eva-Maria (* 1944), deutsche Grafikerin
- Schreiter, Franz (1861–1935), österreichischer Politiker (DnP), Abgeordneter zum Nationalrat
- Schreiter, Friedemann (* 1951), deutscher Schriftsteller und Autor
- Schreiter, Fritz (1892–1944), deutscher Kommunist und Widerstandskämpfer
- Schreiter, Gerhart (1909–1974), deutscher Bildhauer
- Schreiter, Gertrud (1912–1948), deutsche Aufseherin im KZ Ravensbrück
- Schreiter, Heinz (1908–1973), deutscher Grafiker
- Schreiter, Heinz (1915–2006), deutscher Komponist und Maler
- Schreiter, Helfried (1935–1992), deutscher Schriftsteller und Verleger
- Schreiter, Irmingard (1919–2014), deutsche Filmschauspielerin
- Schreiter, Johann Christoph (1770–1821), deutscher Theologe und Hochschullehrer
- Schreiter, Johannes (* 1930), deutscher Maler, Grafiker und Glasbildner
- Schreiter, Katrin (* 1969), deutsche Leichtathletin
- Schreiter, Peter (1938–2023), deutscher Mineraloge, Hochschullehrer und Wissenschaftspublizist
- Schreiter, Robert J. (1947–2021), US-amerikanischer Theologe und Autor
- Schreiter, Rudolf (1885–1948), deutscher Geologe und Hochschullehrer
- Schreiter, Stefan (* 1964), deutscher Unternehmer
- Schreiter-Radel, Beate (* 1974), österreichische Malerin und Glaskünstlerin
- Schreiterer, Emil (1852–1923), deutscher Architekt
- Schreiterer, Manfred (1925–2008), deutscher Diplomat
- Schreitmüller, Adolf (1902–1988), deutscher Jurist und Richter am Volksgerichtshof
- Schreitmüller, Andreas (* 1956), deutscher Medienwissenschaftler, Redaktionsleiter bei ARTE
- Schreitmüller, August (1871–1958), deutscher Bildhauer
- Schreitmüller, Johannes Daniel (1842–1885), deutscher Bildhauer
- Schreitter-Schwarzenfeld, Horst (1940–2011), deutscher Journalist

#### Schreiv
- Schreivogel, Sven (* 1972), deutscher Hörspielproduzent

### Schrek
- Schreker, Franz (1878–1934), österreichischer Komponist und LibrettistFranz Schreker (1878–1934)

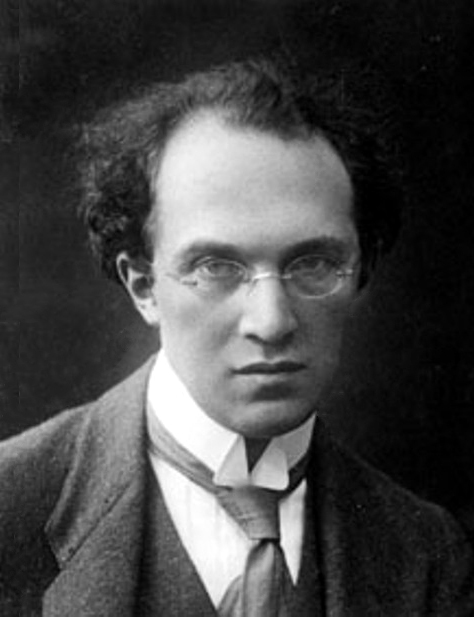
Franz Schreker (1878–1934)

### Schrel
- Schrell, Leo (* 1957), deutscher Kommunalpolitiker (Freie Wähler)

### Schrem
- Schrem, Hans (1911–1961), deutscher Redakteur
- Schrembs, Joseph (1866–1945), deutschamerikanischer katholischer Geistlicher und Bischof von Toledo bzw
- Schreml, Uwe (* 1960), deutscher Fußballspieler
- Schreml, Wolfgang (* 1937), deutscher Onkologe
- Schremmer, Eckart (1934–2025), deutscher Staatswissenschaftler, Historiker und Hochschullehrer
- Schremmer, Peter (* 1940), deutscher Bildhauer
- Schremmer, Thomas (* 1960), deutscher Politiker (Bündnis 90/Die Grünen)
- Schremmer, Wolfgang (* 1950), deutscher Fußballspieler
- Schremp, Rob (* 1986), US-amerikanischer Eishockeyspieler
- Schrempf, Carina (* 1994), österreichische Leichtathletin und Radsportlerin
- Schrempf, Christoph (1860–1944), deutscher Theologe und Philosoph
- Schrempf, Detlef (* 1963), deutscher BasketballnationalspielerDetlef Schrempf (* 1963)

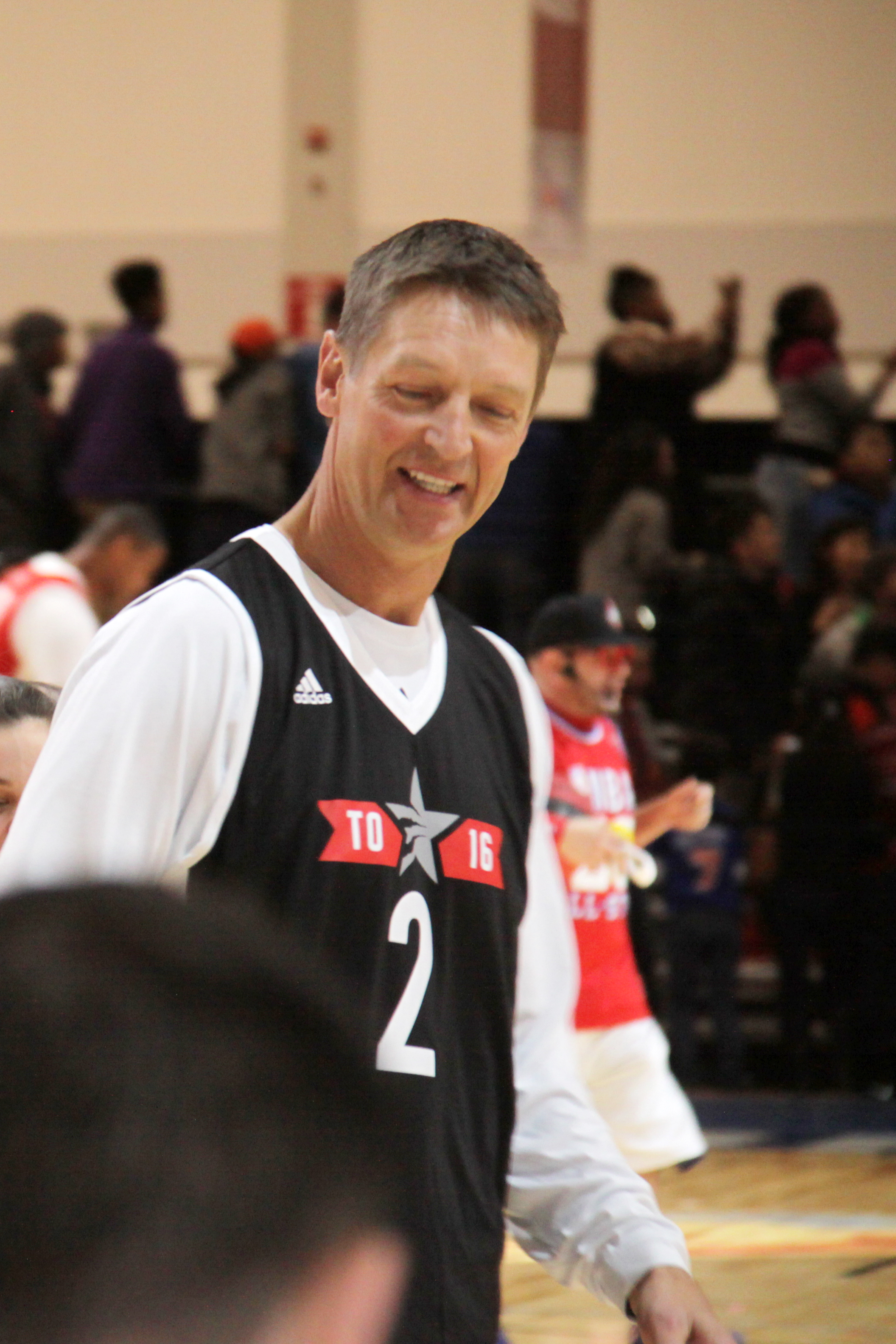
Detlef Schrempf (* 1963)

- Schrempf, Franz (1870–1953), österreichischer Maler
- Schrempf, Friedrich (1858–1913), deutscher Redakteur und Politiker, MdR
- Schrempf, Romana (* 1986), österreichische Biathletin und Skilangläuferin
- Schrempf, Walter (1922–1998), deutscher Architekt
- Schrempp, Erhard (1910–1971), deutscher Wagnermeister, Politiker (CDU), Bürgermeister und MdL Baden-Württemberg
- Schrempp, Günter (* 1942), deutscher Politiker (SPD), MdL
- Schrempp, Jürgen (* 1944), deutscher Manager, ehemaliger Vorstandsvorsitzender des DaimlerChrysler-Konzerns
- Schrempp, Karl (1846–1919), Brauereidirektor und Gründer der Brauerei Schrempp
- Schrempp, Sebastian (* 1978), deutscher Kommunalpolitiker (CDU), Oberbürgermeister von Rheinstetten
- Schrems, Hans (1914–1969), deutscher Kirchenmusiker
- Schrems, Jennifer (* 1983), deutsche Hörfunkmoderatorin
- Schrems, Johann (1824–1905), österreichischer Politiker
- Schrems, Joseph (1815–1872), deutscher Priester, Musikforscher, Chordirigent und Kirchenmusiker
- Schrems, Karl (1895–1972), deutscher katholischer Theologe
- Schrems, Leopold (1922–2008), österreichischer Soldat der deutschen Wehrmacht im Zweiten Weltkrieg
- Schrems, Max (1892–1944), österreichischer Straßenbahnwächter und Widerstandskämpfer gegen den Nationalsozialismus
- Schrems, Max (* 1987), österreichischer Jurist, Autor und DatenschutzaktivistMax Schrems (* 1987)

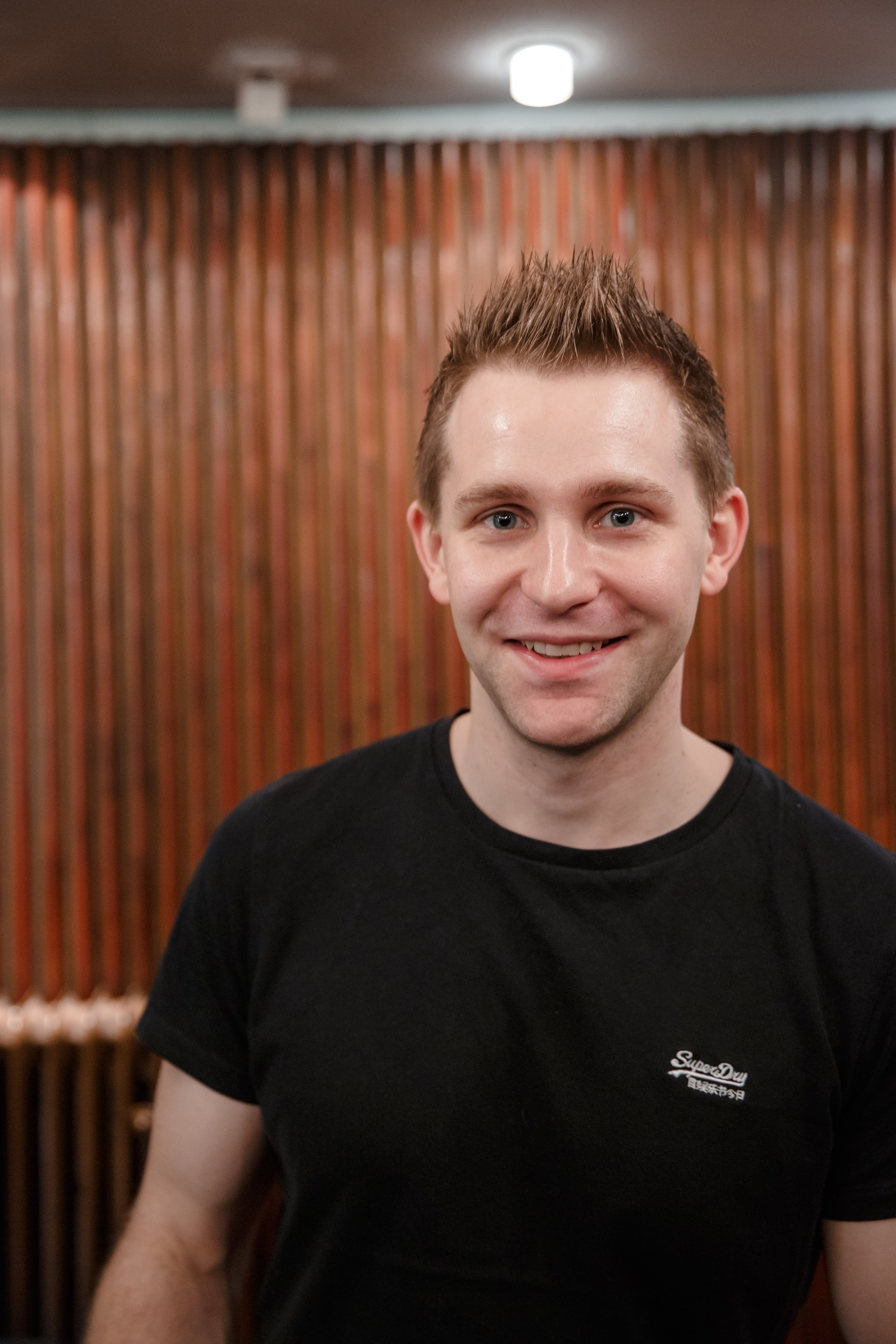
Max Schrems (* 1987)

- Schrems, Theobald (1893–1963), deutscher römisch-katholischer Theologe und Priester, Domkapellmeister sowie Begründer des „Musikgymnasiums der Regensburger Domspatzen“
- Schremser, Heinrich (1782–1856), Großherzoglich-hessischer Offizier und Schultheiß
- Schremser, Klaus-M. (* 1975), österreichischer Autor und Journalist

### Schren
- Schrenck von Notzing, Albert Philibert (1800–1877), Geodät und Geheimer Oberkammerrat des Großherzogtums Oldenburg
- Schrenck von Notzing, Alois Joseph (1802–1849), Weihbischof in Olmütz; Erzbischof von Prag; Kanzler der Karlsuniversität
- Schrenck von Notzing, Jakob (1539–1612), bayerischer Adeliger und Historiker in österreichischen Diensten
- Schrenck von Notzing, Karl (1659–1704), katholischer Theologe, Abt des Stiftes Sankt Peter (Salzburg)
- Schrenck, Burchard Robert Alexander von (1865–1929), russischer Statistiker
- Schrenck, Hermann Friedrich von (1847–1897), deutsch-baltischer Landschaftsmaler und Marinemaler sowie Radierer
- Schrenck, Karl von (1806–1884), bayerischer Politiker
- Schrenck, Leopold von (1826–1894), deutsch-russischer Zoologe, Geograph und Ethnograph
- Schrenck, Sebastian von (1774–1848), bayerischer Politiker
- Schrenck, Wilhelm von (1828–1892), Oberbürgermeister der Stadt Oldenburg
- Schrenck-Notzing, Albert von (1862–1929), deutscher Mediziner und Parapsychologe
- Schrenck-Notzing, Alexander von (* 1965), deutscher Stiftungsratsvorsitzender der Förderstiftung Konservative Bildung und Forschung
- Schrenck-Notzing, Caspar von (1927–2009), deutscher Publizist
- Schrendeisen, Hiob, landgräflich-hessischer Ministeriale, Bürgermeister von Kassel
- Schrendeisen, Hiob von, landgräflich-hessischer Ministeriale
- Schrenk, Alexander von (1816–1876), deutsch-baltischer Naturforscher
- Schrenk, Christhard (* 1958), deutscher Historiker, Leiter des Stadtarchivs Heilbronn
- Schrenk, Dieter (* 1953), deutscher Toxikologe und Hochschullehrer
- Schrenk, Elias (1831–1913), schwäbischer evangelischer Missionar und Erweckungsprediger des Pietismus und der Heiligungsbewegung
- Schrenk, Elisabeth (* 1972), österreichische Inline-Speedskaterin
- Schrenk, Emmerich (1915–1988), österreichischer Schauspieler und Hörspielsprecher
- Schrenk, Friedemann (* 1956), deutscher PaläoanthropologeFriedemann Schrenk (* 1956)

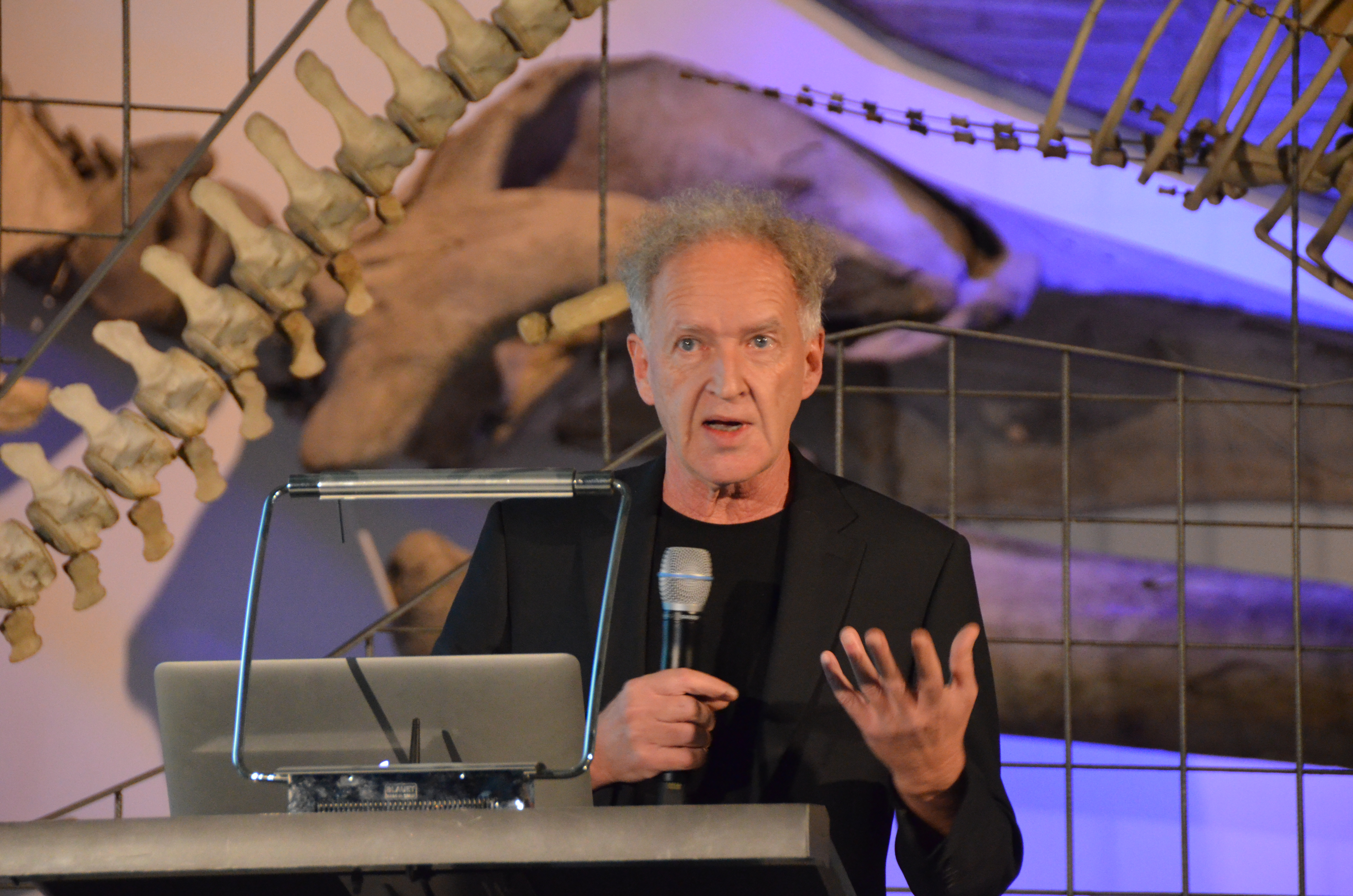
Friedemann Schrenk (* 1956)

- Schrenk, Gottlob (1879–1965), deutscher evangelischer Geistlicher und Hochschullehrer
- Schrenk, Gustav (1833–1914), deutscher Tierarzt, königlich hannoverscher Gestütsleiter und Pferdezüchter
- Schrenk, Hans (* 1897), österreichischer NSDAP-Kreisleiter
- Schrenk, Johann (* 1948), deutscher Autor und Verleger
- Schrenk, Josef (1919–2013), deutscher Slawist
- Schrenk, Klaus (* 1949), deutscher Kunsthistoriker
- Schrenk, Markus (* 1974), deutscher Philosoph
- Schrenk, Martin (1896–1934), deutscher Flugzeugkonstrukteur und Luftfahrtforscher
- Schrenk, Michelle (* 1983), deutsche Autorin
- Schrenk, Peter (* 1943), deutscher Schriftsteller
- Schrenk, Sabine (* 1954), deutsche Christliche Archäologin

### Schrep
- Schrep, Bruno (* 1945), deutscher Journalist
- Schrepfer, Hans (1897–1945), deutscher Geograph
- Schrepfer, Johann Georg († 1774), Geisterseher, Hochstapler
- Schrepfer, Philipp (1906–1978), deutscher Kunstschmied, Handwerkskammerpräsident und Senator (Bayern)
- Schrepfer, Rolf (* 1973), Schweizer Eishockeyspieler und -trainer

### Schret
- Schreter, Marcel (* 1981), österreichischer Fußballspieler und -trainer
- Schretter, Barbara (* 1963), deutsche Verwaltungsjuristin
- Schretter, Johann († 1685), deutscher Maler in Polen-Litauen
- Schretter, Josef (1856–1909), österreichischer Maler
- Schretter, Manfred Karl (* 1944), österreichischer Altorientalist
- Schrettinger, Martin (1772–1851), deutscher Priester und Bibliothekar
- Schrettl, Marco (* 2003), österreichischer Radrennfahrer
- Schretzenmayr, Albert (1906–1995), deutscher Internist und Standespolitiker
- Schretzenmayr, Lore (1925–2014), deutsche Genealogin
- Schretzenmayr, Martin (1920–1991), deutscher Botaniker
- Schretzmann, Beate, deutsche Behindertensportlerin
- Schretzmann, Ken (* 1960), US-amerikanischer Filmeditor
- Schretzmayer, Doris (* 1972), österreichische SchauspielerinDoris Schretzmayer (* 1972)

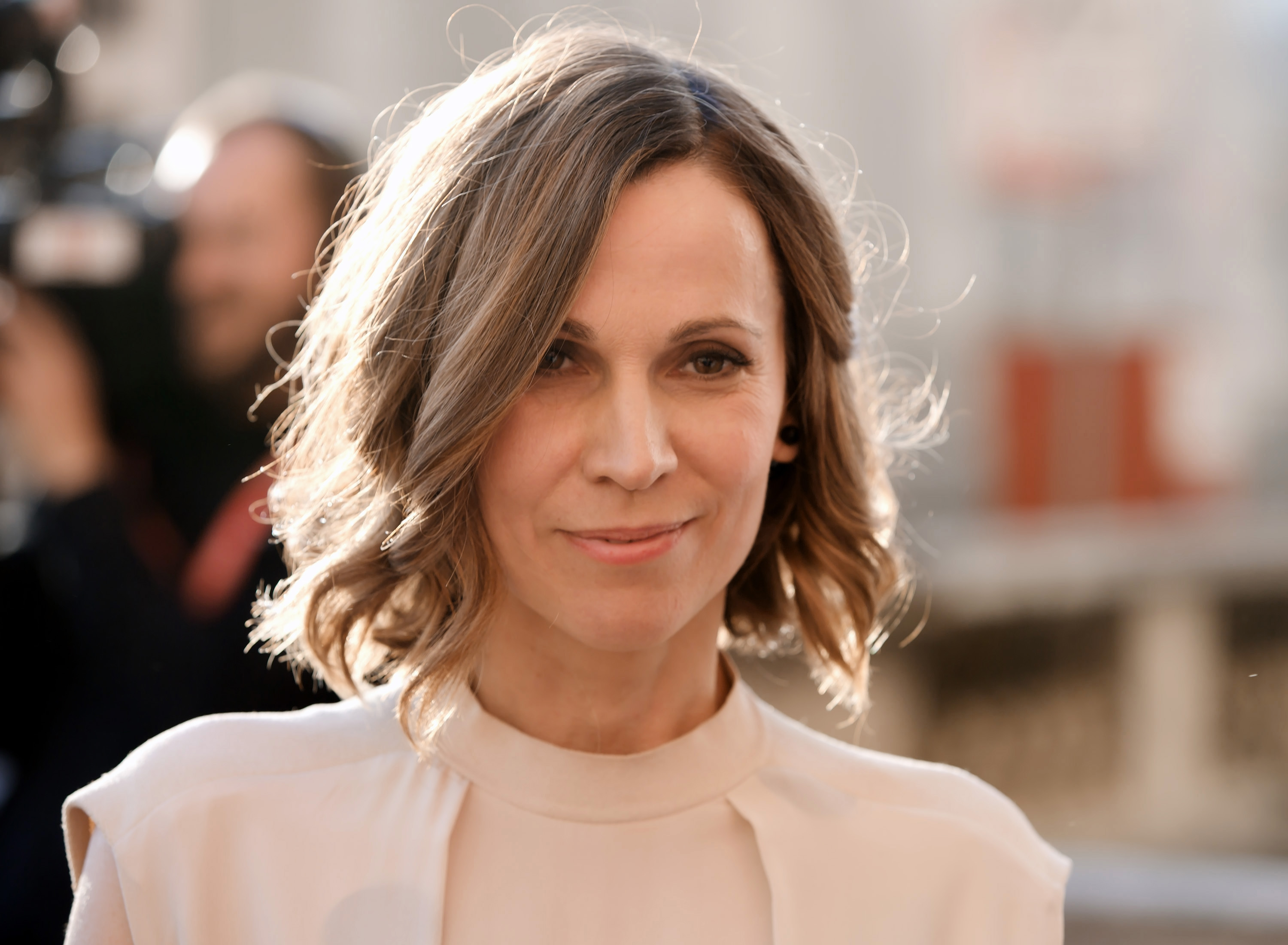
Doris Schretzmayer (* 1972)

### Schreu
- Schreuder, Alfred (* 1972), niederländischer Fußballspieler und -trainer
- Schreuder, Hinkelien (* 1984), niederländische Schwimmer
- Schreuder, Marco (* 1969), österreichischer Politiker (Grüne), Landtagsabgeordneter, Mitglied des Bundesrates
- Schreuder, Osmund (1925–2006), niederländischer Religions- und Kultursoziologe
- Schreuer, Christoph (* 1944), österreichischer Jurist
- Schreuer, Hans (1866–1931), böhmischer Rechtswissenschaftler, Rechtshistoriker und Hochschullehrer
- Schreuer, Wilhelm (1866–1933), deutscher Maler
- Schreuf, Kristof (1963–2022), deutscher Musiker und Journalist
- Schreurs, Geerike (* 1989), niederländischer Radrennfahrerin
- Schreurs, Maurice (* 1988), niederländischer Straßenradrennfahrer
- Schreurs, Miranda (* 1963), US-amerikanische Politologin
- Schreurs-Morét, Anna (* 1963), deutsche Kunsthistorikerin
- Schreus, Hans Theodor (1892–1970), deutscher Dermatologe, Radiologe und Hochschullehrer

### Schrev
- Schreve-IJzerman, Jo (1867–1933), niederländische Bildhauerin
- Schrevelius, Cornelius (1608–1661), niederländischer Altphilologe
- Schrevelius, Ewaldus (1575–1647), niederländischer Mediziner und Botaniker
- Schrevelius, Theodorus (1572–1649), niederländischer Humanist, Dichter und Autor
- Schrevogl, Erenbert (1634–1703), Abt des Benediktinerstiftes Kremsmünster

### Schrew
- Schrewe, Christoph (* 1964), deutscher Filmregisseur
- Schrewe, Eberhard (1881–1966), deutscher Politiker (SPD), MdL
- Schrewe, Ernst (1900–1957), deutscher Senatssyndikus, Wissenschaftlicher Rat und Leiter der Hamburger Volkshochschule und Schulverwaltung
- Schrewe, Franz (* 1950), deutscher Politiker (SPD), Bürgermeister von Brilon
- Schrewe, Friedrich Wilhelm (1772–1833), deutscher Unternehmer und Politiker

### Schrey
- Schrey, Ferdinand (1850–1938), deutscher Erfinder, Mitbegründer der Stenografie
- Schrey, Heinz-Horst (1911–1993), deutscher evangelischer Theologe und Hochschullehrer
- Schrey, Helmut (1920–2012), deutscher Anglist und Universitätsrektor
- Schrey, Joachim (* 1961), deutscher Datenschutz- und IT-Rechtle, Hochschullehrer
- Schrey, Karl-Heinz (* 1945), deutscher Automobilrennfahrer
- Schrey, Rudolf (1869–1952), deutscher Kunsthistoriker und Kunsthändler
- Schrey, Wilfried (* 1944), deutscher Politiker (CDU), MdL
- Schrey-Vasara, Gabriele (* 1953), deutsche Bibliothekarin und Übersetzerin
- Schreye, Albert († 1424), deutscher Kaufmann, Ratsherr und Kämmereiherr in Hamburg
- Schreye, Johann, deutscher Propst des Klosters Harvestehude
- Schreyer, Adolf (1828–1899), deutscher Maler
- Schreyer, Alf (1915–1993), deutscher Archivar, Heimatforscher und Publizist
- Schreyer, Alfred (1922–2015), polnischer Musiker
- Schreyer, Christian Heinrich (1751–1823), deutscher evangelischer Pfarrer und Komponist von Kirchenmusik
- Schreyer, Dirk (* 1944), deutscher Ruderer
- Schreyer, Edward (* 1935), kanadischer Politiker
- Schreyer, Frank-Olaf, deutscher Mathematiker
- Schreyer, Friedrich Julius (1861–1932), deutscher Unternehmer
- Schreyer, Georg (1884–1961), deutscher SS-Gruppenführer und Generalleutnant der Polizei
- Schreyer, Hans (1886–1945), kommunistischer Politiker
- Schreyer, Helmut (1912–1984), deutscher Erfinder, Mitarbeiter bei der Erfindung des ersten funktionstüchtigen Computers
- Schreyer, Hermann (1840–1907), deutscher Gymnasiallehrer, Dramatiker und Literaturhistoriker
- Schreyer, Isaac (1890–1948), Lyriker und Übersetzer
- Schreyer, Johannes (1631–1695), Mediziner, Stadtarzt von Zeitz
- Schreyer, Julius Heinrich (1815–1888), deutscher Bergmann und Privatschullehrer
- Schreyer, Karl (1891–1956), deutscher SA-Führer
- Schreyer, Kerstin (* 1971), deutsche Politikerin (CSU), MdL
- Schreyer, Klara (* 1936), deutsche Politikerin (SPD)
- Schreyer, Lothar (1886–1966), deutscher Jurist, Maler, Schriftsteller und Dramaturg
- Schreyer, Martin, Dresdner Ratsherr und Bürgermeister
- Schreyer, Max († 1919), US-amerikanischer Fahrradartist und Radsportler
- Schreyer, Max (1845–1922), sächsischer Förster und der Dichter des Liedes „Dar Vugelbeerbaam“
- Schreyer, Michaele (* 1951), deutsche Politikerin (Bündnis 90/Die Grünen), MdA
- Schreyer, Nicole (* 1977), österreichische Politikerin (GRÜNE), Mitglied des Bundesrates
- Schreyer, Paul (* 1977), deutscher Autor und freier JournalistPaul Schreyer (* 1977)

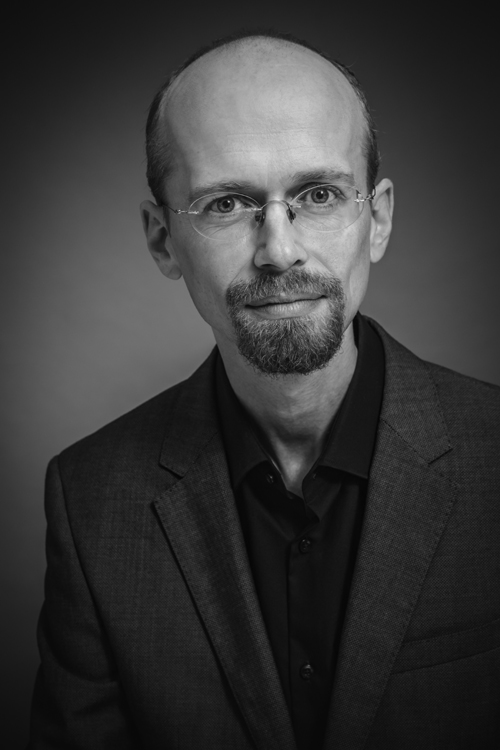
Paul Schreyer (* 1977)

- Schreyer, Peter (* 1953), deutscher Autodesigner
- Schreyer, Sebald (1446–1520), Nürnberger Kaufmann und Förderer des Humanismus
- Schreyer, Stefan (* 1946), deutscher Leichtathlet
- Schreyer, Steffen (* 1968), deutscher Dirigent und Kirchenmusiker
- Schreyer, Thomas (* 1966), deutscher Schauspieler, Dozent und Coach
- Schreyer, Timo (* 1965), deutscher Dachdecker und Politiker (AfD), MdL
- Schreyer, Valentin (* 1978), österreichischer Film-, Fernseh- und Theaterschauspieler
- Schreyer, Werner (1930–2006), deutscher Geologe
- Schreyer, Werner (* 1970), österreichisches Fotomodel und Schauspieler
- Schreyer, Wilhelm (1897–1968), deutscher Politiker (SPD)
- Schreyer, William (1928–2011), US-amerikanischer Unternehmer
- Schreyer, Wolfgang (1927–2017), deutscher Schriftsteller und Film-, Rundfunk- und Fernsehautor
- Schreyl, Marco (* 1974), deutscher FernsehmoderatorMarco Schreyl (* 1974)

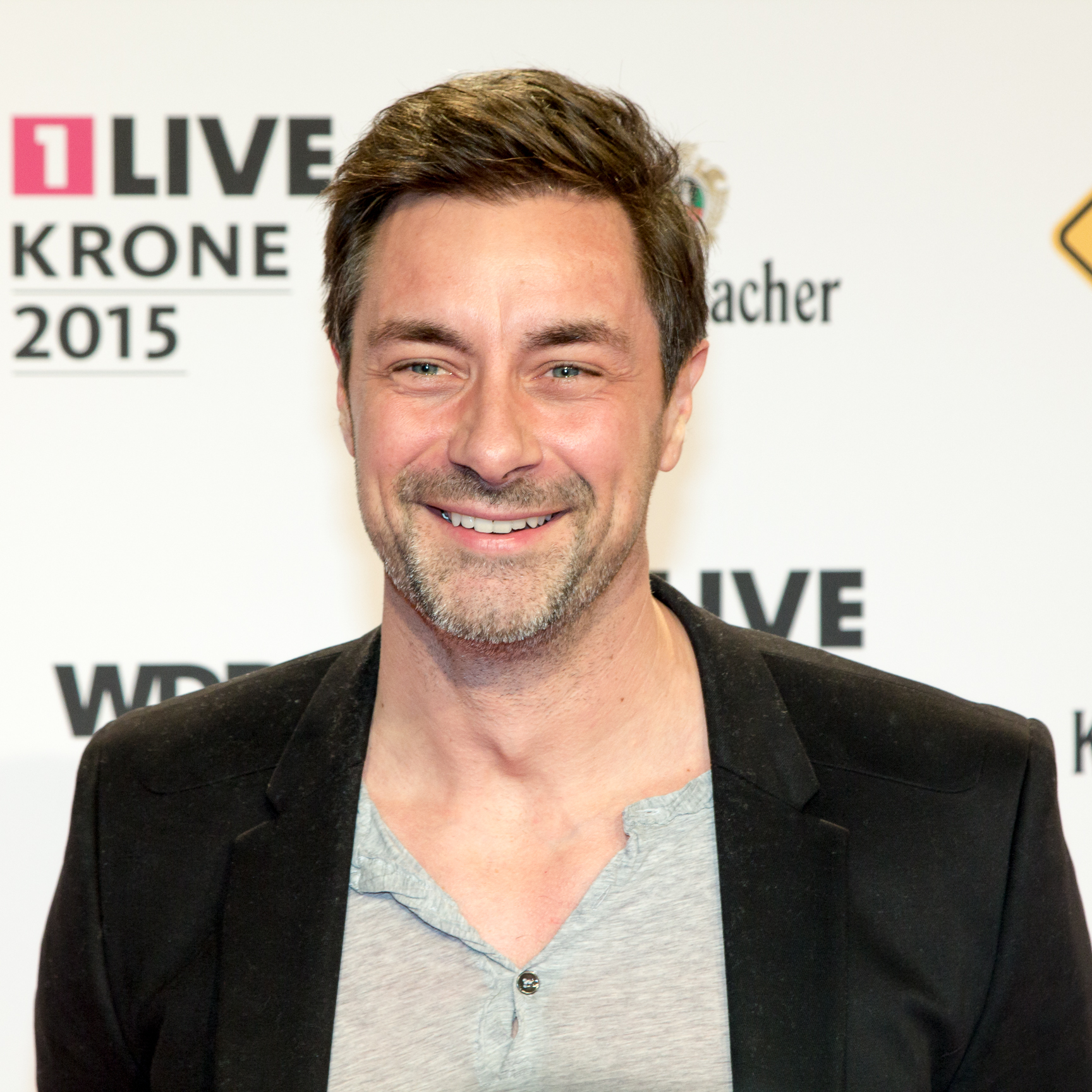
Marco Schreyl (* 1974)

- Schreyögg, Astrid (* 1946), deutsche Psychotherapeutin und Sachbuchautorin
- Schreyögg, Georg (1870–1934), deutscher Bildhauer
- Schreyögg, Georg (1946–2021), deutscher Wirtschaftswissenschaftler
- Schreyögg, Jonas (* 1976), deutscher Ökonom und Hochschullehrer (Universität Hamburg)
- Schreyögg, Jörg (1914–1997), deutscher Maler und Grafiker
- Schreyvogel, Charles (1861–1912), US-amerikanischer Maler
- Schreyvogel, Joseph (1768–1832), österreichischer Schriftsteller, Theaterleiter, Dramaturg
- Schreyvogl, Friedrich (1899–1976), österreichischer Autor und Dramaturg